# Expansión de Macedonia bajo Filipo II
Bajo el reinado de Filipo II de Macedonia (359-336 a. C.), Macedonia, inicialmente en la periferia de la política griega durante el período clásico, llegó a dominar a la antigua Grecia en el lapso de solo 25 años, en gran parte gracias a la personalidad y las políticas de su rey. Además de utilizar efectivamente a la diplomacia y a las alianzas matrimoniales de estado para lograr sus objetivos políticos, Filipo II fue responsable de reformar el antiguo ejército macedonio y convertirlo en una fuerza de combate efectiva. La falange macedonia se convirtió en el sello del ejército macedonio durante su reinado y el subsiguiente período helenístico. Su ejército y sus ingenieros también hicieron un uso extensivo de los  máquinas de asedio.

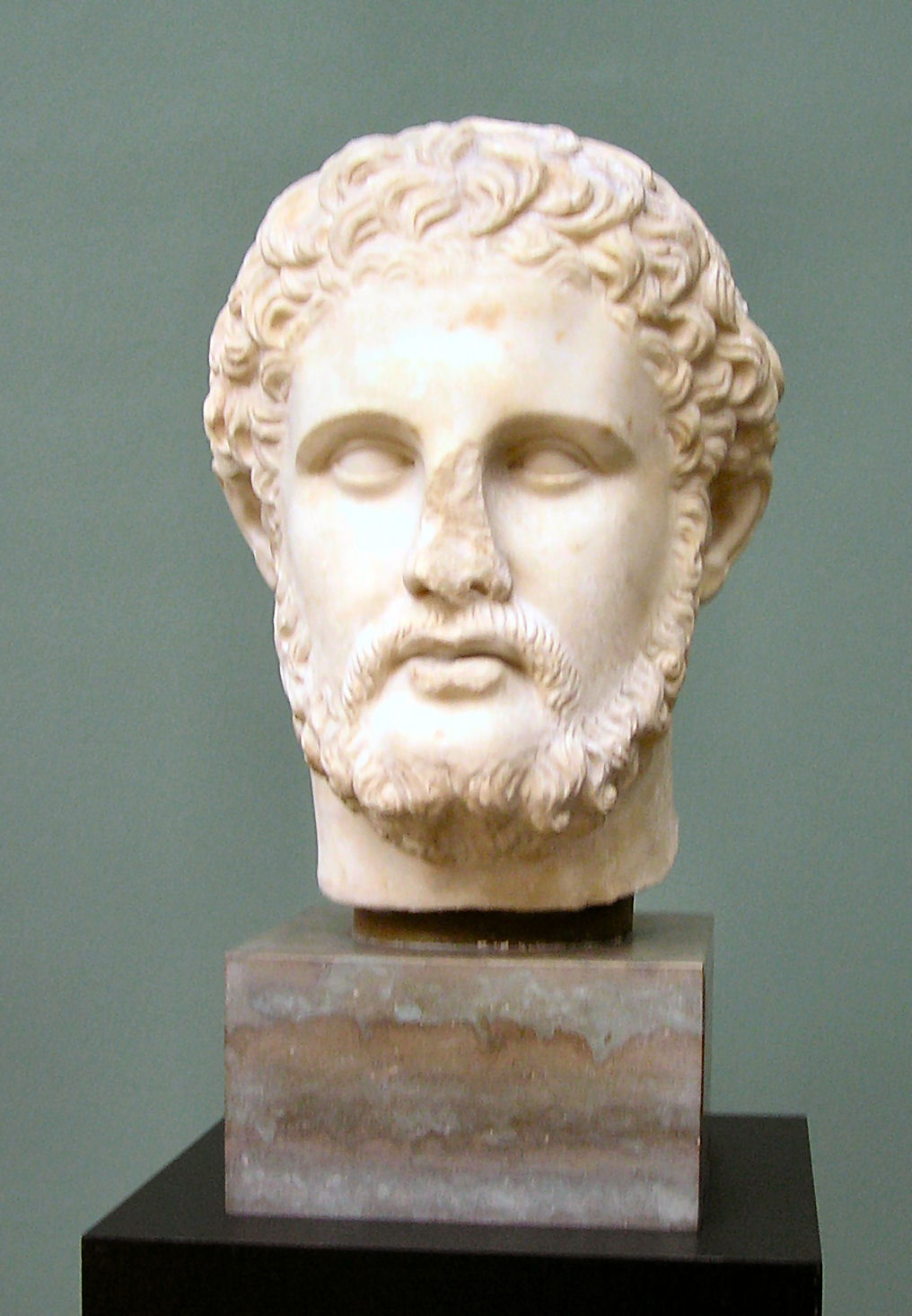
Busto de un desconocido, posiblemente de Filipo II de Macedonia. Copia de época romana de un original del periodo helenístico, expuesto en la Gliptoteca Ny Carlsberg.

Macedonia durante el reinado de Filipo II estuvo al principio preocupada por las guerras con los ilirios y los tracios. El liderazgo de los enemigos tracios de Filipo era ejercido por el gobernante Cersobleptes, que pudo haber coordinado una alianza temporal con Atenas. En una serie de campañas que se extendieron desde el año 356 hasta el 340 a. C., Filipo II logró finalmente someter a Cersobleptes como vasallo tributario, conquistando gran parte de Tracia en el proceso y fundando allí nuevas ciudades como Filipos y Filipópolis (la moderna Plovdiv, Bulgaria). Filipo también luchó contra el rey ilírico Bardilis, que amenazaba a la propia Macedonia, y contra Grabo y Pleurato en Iliria (ubicada en la actual Albania).
Finalmente, Filipo II hizo campaña contra la ciudad-estado de Atenas y sus aliados en la región del Egeo, así como contra Tebas tras el declive de su hegemonía en la Grecia continental. En la defensa de la Liga Anfictiónica de Delfos y junto con la Liga de Tesalia, Macedonia se convirtió en una pieza clave de la tercera guerra sagrada (356-346 a. C.), derrotando a los focidios, comandados por Onomarco, en la batalla del Campo de Azafrán en el 352 a. C. Mientras se preparaba para lanzar un asalto directo a Atenas en el 346 a. C., el rey macedonio se reunió con una embajada ateniense que organizó un tratado de paz conocido como la Paz de Filócrates. Como resultado, Macedonia y Atenas se convirtieron en aliados, pero Atenas se vio obligada a renunciar a sus reclamos sobre la ciudad de Anfípolis (en la actual Macedonia Central).
La Paz de Filócrates finalmente se rompió cuando se reiniciaron las hostilidades entre Atenas y Macedonia. Demóstenes, un estadista ateniense que fue parcialmente responsable de la ingeniería del tratado de paz, pronunció una serie de discursos animando a sus compatriotas atenienses a oponerse a Filipo II. La hegemonía macedonia sobre Grecia se aseguró con su victoria sobre un ejército de coalición griego dirigido por Atenas y Tebas, en la batalla de Queronea en el año 338 a. C. A raíz de ello se estableció la federación de estados griegos conocida como la Liga de Corinto, que llevó a estos antiguos adversarios griegos y a otros a una alianza formal con Macedonia. La Liga de Corinto eligió a Filipo como estratega (es decir, comandante en jefe) para una invasión planificada del imperio aqueménida de Persia. Sin embargo, Filipo fue asesinado antes de que pudiera comenzar la campaña, tarea que en cambio recayó en su hijo y sucesor, Alejandro Magno.

## Antecedentes

### Grecia a principios delsigloIVa.C.
Tras la guerra del Peloponeso, la ciudad-estado de Esparta había sido capaz de imponer una hegemonía sobre el corazón de la Grecia clásica —el Peloponeso y la Grecia continental al sur de Tesalia—, ya que los estados de esta zona se habían visto gravemente debilitados por la guerra. Este estado de cosas no era bien tolerado por muchas de las ciudades-estado griegas, que tradicionalmente habían sido ferozmente independientes, y condujo directamente a la guerra de Corinto de 395-387 a. C. Esparta salió de este conflicto con su hegemonía intacta, aunque solo como resultado de la intervención persa, que condujo a la llamada Paz del Rey. Sin embargo, se había demostrado la fragilidad del dominio espartano y en la siguiente década, los tebanos se rebelarían contra Esparta. Los espartanos fueron incapaces de sofocar con éxito la revuelta, lo que llevó a la independencia de facto de los tebanos. Después, tras varios años de conflicto intermitente, los tebanos se enfrentaron finalmente a los espartanos en una batalla abierta en Leuctra (371 a. C.), y bajo el liderazgo de Epaminondas infligieron una derrota sin precedentes al ejército espartano, matando en el proceso al rey espartano Cleómbroto I.
Tras esta victoria, Epaminondas invadió el Peloponeso en el 370 a. C. y comenzó a desmantelar las bases del dominio espartano. El poder espartano se basaba en el trabajo forzado de los ilotas de Mesenia, lo que permitió a toda la población masculina espartana dedicarse a la guerra. Este sistema de entrenamiento militar centrado había permitido anteriormente a Esparta ejercer un poder desproporcionado con respecto a su pequeña población. Sin embargo, después de sus pérdidas en Leuctra, los espartanos no pudieron resistir la invasión de Epaminondas, y este marchó hacia Mesenia y liberó a los ilotas, paralizando así permanentemente a Esparta. Los tebanos comenzaron entonces a extender su influencia sobre Grecia, reemplazando efectivamente la hegemonía espartana por la suya propia. Los generales tebanos Pelopidas y Epaminondas hicieron campaña por toda Grecia durante los siguientes 9 años para fomentar el poder y la influencia de los tebanos. En el 362 a. C., la cuarta invasión de Epaminondas al Peloponeso, que alcanzó su clímax en la  batalla de Mantinea, llevó a casi todos los estados de Grecia al conflicto, de un lado o del otro. Aunque los tebanos y sus aliados salieron victoriosos en Mantinea, Epaminondas fue asesinado y las pérdidas de los tebanos fueron cuantiosas. Jenofonte, resumiendo su relato de Mantinea, sugiere que:

Cuando estas cosas ocurrieron, ocurrió lo contrario de lo que todos los hombres creían que ocurriría. Ya que casi todo el pueblo de Grecia se había reunido y formado en líneas opuestas, no había nadie que no supusiera que si se libraba una batalla, los que resultaran victoriosos serían los gobernantes y los que fueran derrotados serían sus súbditos; pero la deidad así lo ordenó... que mientras cada parte afirmaba ser victoriosa, ninguna se encontraba en mejor situación... pero [que] había incluso más confusión y desorden en Grecia después de la batalla que antes.

Jenofonte

Los años de conflicto que resultaron de los intentos de los tebanos por reorganizar Grecia habían dejado a gran parte del país agotado y cansado de la guerra; por lo tanto, se concluyó una paz general (excluyendo solo a una recalcitrante Esparta) entre todos los estados de Grecia después de Mantinea. Con la muerte de Epaminondas y la significativa pérdida de mano de obra en Mantinea, los tebanos volvieron a su política defensiva más tradicional y, en pocos años, Atenas los había reemplazado en la cúspide del sistema político griego y la influencia de los tebanos se desvaneció rápidamente en el resto de Grecia. Fueron los atenienses, y su Segunda Liga, quienes serían los principales rivales de Macedonia por el control de las tierras del norte del  Egeo, y un tema importante durante el período fue el estado de guerra regular entre Macedonia y Atenas.

La hegemonía tebana; bloques de poder en Grecia en la década anterior al 362 a. C.

### El advenimiento de Filipo
En el 360 a. C., el ejército macedonio bajo Pérdicas III había sido derrotado en batalla por la tribu de los dardanios de Iliria; Pérdicas y 4000 soldados habían muerto. Los ilirios se preparaban para invadir Macedonia; mientras tanto, los peonios asolaban el territorio macedonio, los tracios se preparaban para invadir en apoyo del pretendiente Pausanias, al igual que los atenienses, en apoyo de otro pretendiente, Argeo. En resumen, Macedonia se encontraba en otra de sus crisis periódicas.
El heredero nominal de Pérdicas, su hijo Amintas IV, era en ese momento todavía un niño. Filipo, el único hijo sobreviviente de Amintas III, era el candidato obvio para gobernar Macedonia y fue aclamado por el ejército, probablemente como rey. También es posible que inicialmente fuera aclamado como regente de su sobrino Amintas IV, y más tarde usurpó el trono, aunque de ser así, no perjudicó a Amintas. De cualquier manera, Filipo II se convirtió en rey en el año 359 a. C., y comenzó a intentar enérgicamente salvar a Macedonia de la destrucción.

## Recuperación de Macedonia (359-358 a.C.)

### La reconstrucción del ejército

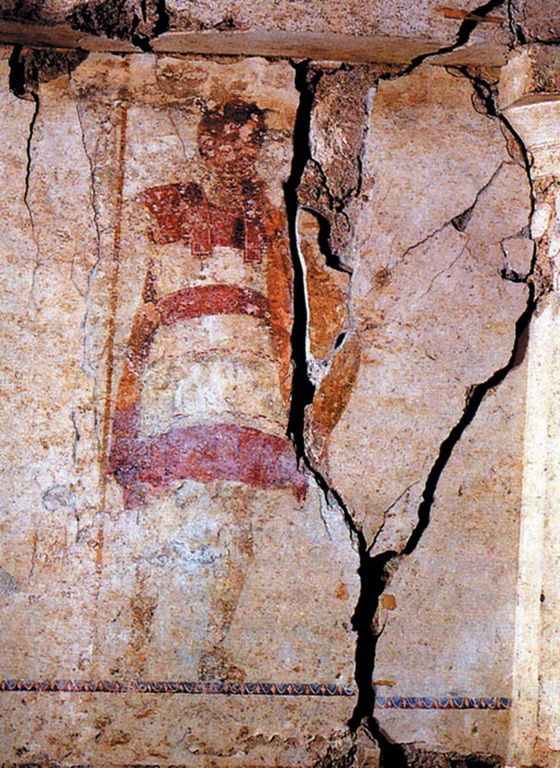
Pintura que representa un soldado que lleva el linotórax, procedente de la Tumba del juicio de Mieza en Emacia, del o III a. C.

Las primeras prioridades de Filipo eran reconstruir el ejército macedonio y restaurar la moral del ejército y del pueblo. Celebró una serie de asambleas con el pueblo macedonio, y "exhortándolos con discursos elocuentes a ser hombres, les levantó la moral". Reentrenó exhaustivamente a sus hombres con nuevas tácticas y equipos. En particular, instigó el uso de la formación de falanges por parte de la infantería macedonia, y equipó a las tropas con picas de 6 metros de largo, la sarissa, en contraste con la lanza de 2-3 metros, doru, utilizada por los hoplitas griegos.

### Diplomacia
Al mismo tiempo, Filipo se involucró en una intensa actividad diplomática. Sobornó a Berisades, hijo del rey tracio Cotis, para que retirara el apoyo de los tracios a Pausanias, y así evitó la invasión tracia. De igual modo, compró a los peonios con regalos a cambio de que se retiraran de Macedonia Es posible que Filipo también concluyera un tratado con el  rey de Dardania, Bardilis I, entregando posiblemente grandes partes de Macedonia a cambio de la paz. Aunque no queda ninguna evidencia de tal tratado, el hecho de que los ilirios no siguieran con su avance victorioso a pesar de la debilidad de Macedonia es un indicio de que se llegó a algún acuerdo. Filipo también se casó con la hija (o sobrina) de Bardilis, lo que puede haber formado parte del tratado. En cualquier caso, la diplomacia de Filipo dio a Macedonia un respiro y tiempo para recuperarse.

### La batalla de Metone

Los vecinos de Macedonia en la antigüedad

Filipo se dio cuenta de que la única intención del apoyo ateniense a Argeo era recuperar Anfípolis, lo que esperaban hacer al colocar a Argeo en el trono. Por lo tanto, Filipo retiró la guarnición macedonia de Anfípolis y la declaró autónoma, para socavar el propósito del apoyo ateniense a Argeo.
La expedición ateniense, dirigida por Mantias, desembarcó en Metone, en la costa macedonia, con 3000 tropas mercenarias. Mantias se negó a abandonar Metone, por lo que Argeo condujo las tropas a la antigua capital macedonia de Egas, con la esperanza de que la población lo declarara rey, pero los habitantes de Egas no mostraron ningún interés en hacerlo, por lo que Argeo regresó a Metone. En el camino, fue atacado y derrotado en batalla por Filipo, muriendo muchos de los mercenarios atenienses y siendo el resto llevados cautivos. Según Diodoro, esta victoria hizo mucho para restaurar la moral del ejército macedonio, y dio a los soldados ánimo para las batallas venideras. Habiendo derrotado la última amenaza inmediata a Macedonia, Filipo volvió a la diplomacia. Liberó inmediatamente a los prisioneros atenienses y envió embajadores a Atenas. Estaba dispuesto a abandonar toda reclamación a Anfípolis, y esto, junto con el tratamiento de los prisioneros atenienses, persuadió a los atenienses a hacer la paz con él.

### Peonia e Iliria
Al año siguiente (358 a. C.), Filipo se enteró de que el rey de Peonia, Agis, había muerto. Aprovechando su desorden político y la transición de poder, Filipo marchó con su ejército a Peonia, donde derrotó a los peonios. Luego obligó a la tribu a jurar lealtad a Macedonia.
Filipo pudo ahora volverse hacia los ilirios, que seguían ocupando gran parte de la parte alta de Macedonia (tanto si se había acordado algún tipo de tratado como si no). Elimia y Eordia habían sido probablemente los únicos principados leales al reino macedonio durante la invasión iliria. Por otro lado, Lincestis estaba gobernado por una dinastía competidora relacionada con el trono macedonio (y probablemente con la madre de Filipo, Eurídice) y otros distritos de la Alta Macedonia tenían vínculos con potencias extranjeras. Pelagonia era un aliado tradicional de Atenas en la Alta Macedonia mientras que Lincestis, Oréstide y Tinfea tenían vínculos con el reino moloso y Epiro. Todos ellos disfrutaron bajo la amenaza ilírica y peonia de una oportunidad para desafiar al poder central y muchos estaban ahora bajo la hegemonía de Bardilis.
Filipo celebró una asamblea del ejército, reunió una fuerza de 10 000 hombres y 600 de caballería y marchó a Iliria. Filipo también se había casado con Fila de Elimia, asegurando una alianza con un principado de la Alta Macedonia reputado por su caballería. Bardilis, al enterarse de los preparativos, envió embajadores a Filipo, proponiendo la paz sobre la base del statu quo. Filipo rechazó esto, insistiendo en que los ilirios debían retirarse completamente de Macedonia, por lo que Bardilis se preparó para la batalla, reuniendo 10 000 hombres y 500 caballos, según Diodoro.
Diodoro conserva el único relato de la batalla, que Beloch sugirió que pudo haber tenido lugar cerca de Monastir. Dice que:

Cuando los ejércitos se acercaron y con gran estruendo se enfrentaron en la batalla, Filipo, al mando del ala derecha, que consistía en la flor y nata de los macedonios que servían a sus órdenes, ordenó a su caballería que pasara por las filas de los bárbaros y los atacara por el flanco, mientras que él mismo, cayendo sobre el enemigo en un asalto frontal, comenzó un amargo combate. Pero los ilirios, formándose en una plaza, entraron valientemente en la contienda. Y al principio, durante mucho tiempo, la batalla estuvo equilibrada debido a la gran valentía mostrada por ambos bandos, y como muchos murieron y otros fueron heridos, la fortuna de la batalla vaciló primero en un sentido y luego en el otro, siendo constantemente influenciada por las valerosas acciones de los combatientes; pero más tarde, cuando los jinetes avanzaron por el flanco y la retaguardia y Filipo con la flor de sus tropas luchó con verdadero heroísmo, la masa de los ilirios se vio obligada a huir rápidamente. Diodoro Sículo

Según Diodoro, unos 7000 ilirios murieron en la batalla. Los ilirios se retiraron de Macedonia y demandaron la paz. Después de esta campaña, Filipo estableció su autoridad en el interior hasta el lago Ohrid. No solo fueron expulsados los ilirios, sino que también el rey Menelao de Pelagonia fue exiliado a Atenas, dejando a Filipo como único señor en toda el área de la Alta Macedonia. Esto le permitió disponer de tropas de un mayor número de hombres durante el resto de su reinado. Algunas zonas como Pelagonia fueron anexionadas directamente, mientras que otras como la leal Elimia o los valles más distantes mantuvieron su autonomía como vasallos. Filipo reorganizó la administración macedonia en distritos o etnias y estableció un sistema de caballería para mantener controlada a la nobleza macedonia. Bajo ese esquema, los hijos de la nobleza macedonia se incluían en el escuadrón del rey. Muchos de los generales más famosos de Filipo y Alejandro en los años venideros provenían de la nobleza de la Alta Macedonia.
Filipo también se ganó el favor de los epirotas, sus vecinos del suroeste, que también habían estado en guerra con los ilirios. Al año siguiente, Filipo se casó con la sobrina del rey moloso de Epiro, Myrtale, lo que pudo haber puesto la zona fronteriza entre Macedonia y Epiro, Oréstide, bajo la esfera de influencia de Filipo como parte de su dote.
Al noroeste, tribus ilirias como los taulantios o los dardanios habían sido expulsadas pero no subyugadas. Al norte, el Estrimón o el Nido eran los límites de Macedonia propiamente dichos y el alcance del control sobre Peonia era más débil. Fuentes y monedas muestran que los peonios tenían sus propios reyes pero muy probablemente bajo algún estatus vasallo o tributario.

### Tesalia
Tanto Justino como Diodoro dicen que Filipo también invadió Tesalia en el año 358 a. C. Algunos años hasta el 370 a. C., Tesalia había disfrutado de un breve ascenso en el mundo griego, después de haberse unificado bajo Jasón de Feras, quien fue nombrado tagós (magistrado principal) de Tesalia. Sin embargo, Jasón fue asesinado en el 370 a. C, y su hijo Alejandro se convirtió en tagós. Alejandro gobernó con dureza y, por lo tanto, otros estados de la Liga de Tesalia le retiraron su apoyo, lo que dio lugar a un conflicto en el que se vieron envueltos tanto Macedonia, bajo Alejandro II, como finalmente Tebas. Este conflicto terminó en el año 364 a. C. cuando los tebanos vencieron a Alejandro e impusieron un acuerdo de paz en Tesalia. Sin embargo, con el debilitamiento de Tebas después de Mantinea, continuó el conflicto dentro de Tesalia. Alejandro fue asesinado en el 358 a. C. por los hermanos de su esposa Licofonte y Tisifono, que se convirtieron en tiranos en su lugar. Según Diodoro, los Aleuadas, la noble familia que dominaba la política en la ciudad norteña de Larisa, se oponían a estos nuevos tiranos y pidieron ayuda a Filipo.

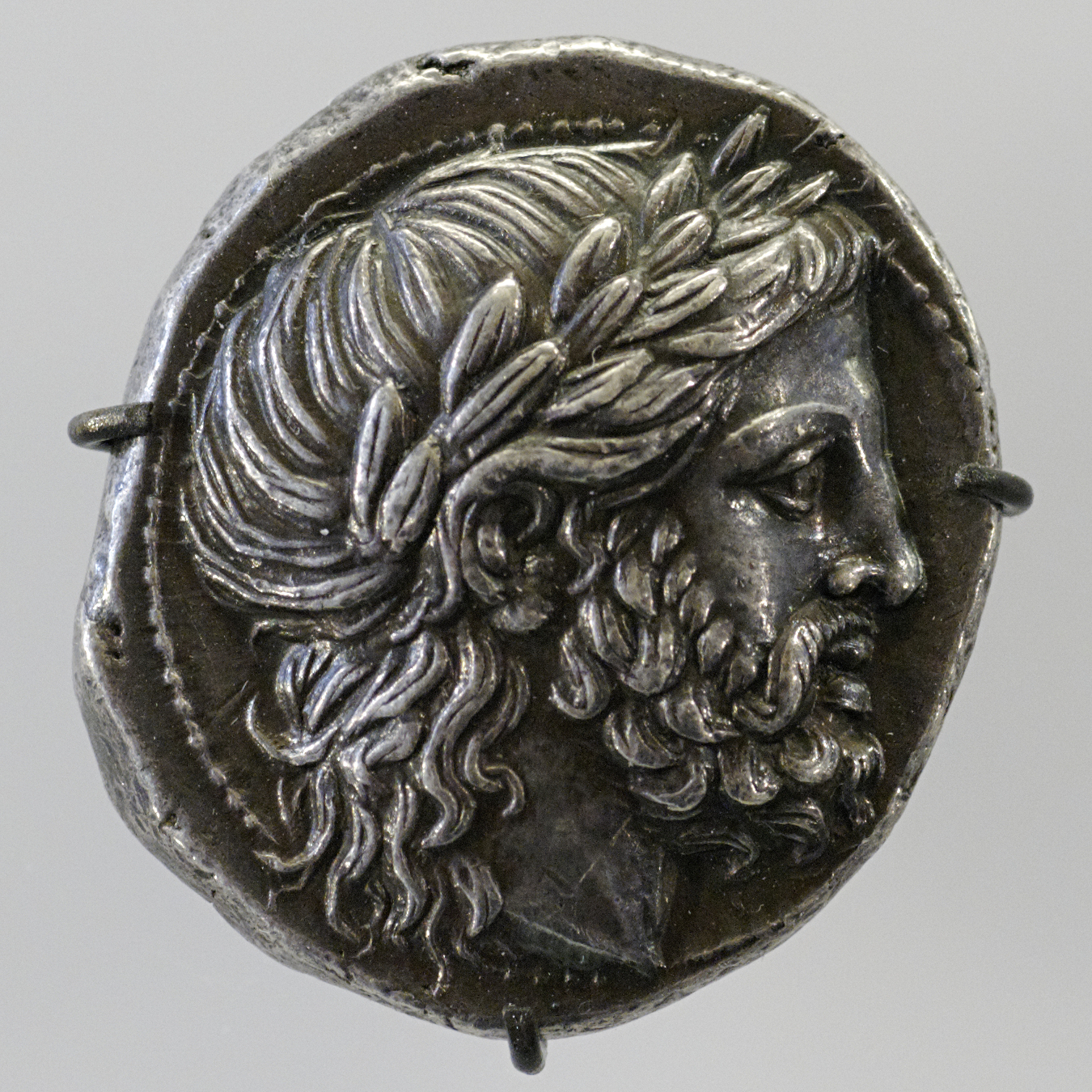
Filipo II de Macedonia - una moneda de plata de tetradracma de Macedonia acuñada durante su reinado

Aunque Diodoro dice que Filipo derrotó a los nuevos tiranos, Buckler considera más probable que la aparición de Filipo en escena permitiera a los Aleuadas negociar un acuerdo de paz con Feras desde una posición de mayor fuerza. Parece que Filipo se alejó de la expedición con nuevas esposas tanto de Larisa (Filina) como de Feras (Nicesípolis, sobrina de Jasón), lo que sugiere un acuerdo negociado; ciertamente, como dice Buckler, Filipo se alejó de Tesalia con un pie en ambos bandos.
Filipo parece haber tenido un fuerte interés por Tesalia desde el comienzo de su reinado, incluso a pesar de sus problemas en otros lugares. Hay varias razones probables para este interés. En primer lugar, y lo más apremiante, Filipo probablemente quería tomar el control de la región fronteriza de Perrebia, tradicionalmente parte de Tesalia, con el fin de asegurar la frontera sur de Macedonia. En segundo lugar, ya que Larisa controlaba las principales rutas norte-sur entre Macedonia y Tesalia, las relaciones amistosas con las Aleuadas ayudarían a proteger a Macedonia y darían a Filipo acceso al resto de Grecia. En tercer lugar, Tesalia tenía abundantes recursos que Filipo podría explotar a largo plazo:

Tesalia era rica en tierras, productos, ciudades y hombres. La caballería de Tesalia era la mejor de Grecia, y el país montañoso que rodeaba a Tesalia suministraba numerosas pieles. El éxito en Tesalia proporcionaría a Filipo un nuevo ejército e ingresos adicionales. Tampoco podía quedarse de brazos cruzados viendo cómo los tiranos de Feras aplastaban a la confederación de Tesalia. Jasón de Feras había dado al mundo griego un vistazo del potencial de una Tesalia unida, y ningún rey macedonio podía permitirse el lujo de olvidar la lección.

- Juan Buckler

### Resumen al 358 a.C.
A través de su frenética actividad desde su llegada al trono, Filipo había logrado apuntalar la situación de Macedonia, derrotando o haciendo la paz con los antiguos enemigos de Macedonia, mientras aseguraba la mayoría de las fronteras de Macedonia, y revitalizaba y reentrenaba a su ejército.

## Conquista en el norte (357-353 a.C.)

### Anfípolis (357 a.C.)
El siguiente objetivo de Filipo era asegurar el flanco oriental de Macedonia, que limitaba con Tracia, y en particular la ciudad de Anfípolis. Anfípolis era un importante punto estratégico, situado en el río Estrimón, donde controlaba el único punto de cruce en la parte baja del río, y por tanto el acceso desde Tracia. La expansión hacia el este de su reino requería, por lo tanto, que Filipo controlara Anfípolis. Los atenienses habían fundado allí una colonia en el siglo anterior, solo para perder el control de la misma durante la guerra del Peloponeso. Los atenienses estaban muy interesados en recuperar Anfípolis, en parte debido a su historia, aunque los anfipolitanos no se inclinaban por volver al control ateniense. Sin embargo, las razones principales fueron la ubicación de Anfípolis cerca de los bosques necesarios para la construcción naval y el control de las minas de oro y plata del monte Pangeo. La importancia de Anfípolis para los atenienses durante este período no puede subestimarse; su anhelo por ella era constante y extremo.

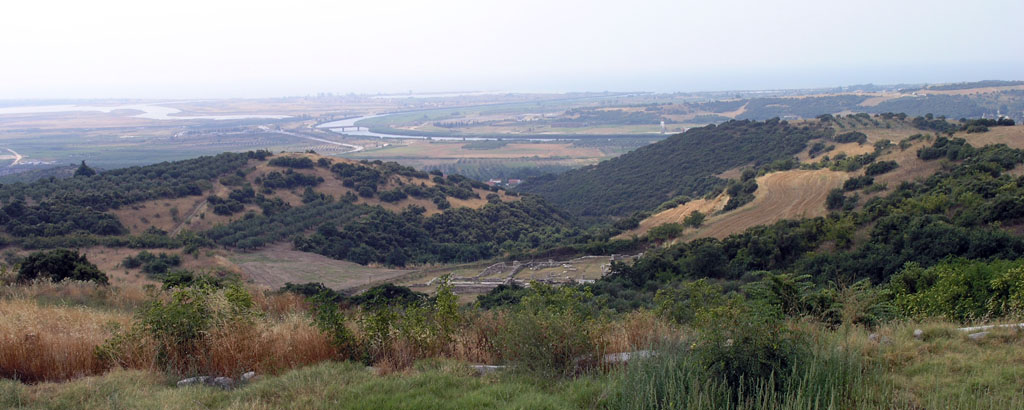
Vista del río Estrimón desde la acrópolis de Anfípolis

Filipo comenzó a sitiar Anfípolis en el 357 a. C.; los anfipolitanos, abandonando su política antiateniense, apelaron rápidamente a Atenas, ofreciéndole volver a su control. Sin embargo, durante el asedio, Filipo envió una carta a Atenas diciendo que entregaría la ciudad una vez que la capturara (pareciendo así seguir la misma política que tenía en el 359 a. C.) Los atenienses esperaron a ver si lo hacía. Por otra parte, puede ser que los atenienses no tuvieran la capacidad para enviar ayuda a Anfípolis. Durante los meses de verano, fuertes vientos del norte soplaban en el mar Egeo, lo que dificultaba a los atenienses el envío de barcos al norte. Filipo iba a hacer uso repetido de los vientos etesios, haciendo campaña durante esos meses (o en invierno), cuando la armada ateniense sería incapaz de enviar ayuda a sus enemigos.
Los atenienses parecen haber ofrecido Pidna a Filipo a cambio de Anfípolis, quizás durante las últimas etapas del asedio, pero no está claro si Filipo estuvo de acuerdo con esto. En esta etapa, la Guerra Social de 357-355 a. C. había estallado entre Atenas y sus antiguos aliados, y ahora no habrían podido intervenir para ayudar a Anfípolis. Filipo finalmente logró romper las murallas de Anfípolis, mediante el uso de máquinas de asedio y arietes; sus fuerzas entonces asaltaron y capturaron la ciudad. Filipo expulsó a los que le eran hostiles pero, según Diodoro, trató al resto de la población con consideración.

### Pidna y Potidea (357-356 a.C.)
Durante el asedio de Anfípolis, la Liga Calcídica, dirigida por Olinto, comenzó a temer las ambiciones territoriales de Filipo (ya que Anfípolis también controlaba el acceso a Calcídica), y por lo tanto trató de aliarse con Atenas en su contra. Sin embargo, los atenienses todavía esperaban recibir Anfípolis de Filipo y por lo tanto se negaron. El propio Filipo temía una alianza de la poderosa Liga Calcídica con Atenas, por lo que se propuso tranquilizar a los olintios ofreciéndoles una alianza en condiciones muy ventajosas. Como parte del acuerdo con Olinto, Filipo iba a capturar la ciudad de Potidea, situada en el territorio de la Liga Calcídica. Potidea estaba en ese momento bajo el control de Atenas, y representaba una amenaza para la estabilidad de la liga.
Filipo no tenía intención de entregar Anfípolis a los atenienses, pero actuó como si solo retrasara el traslado de la ciudad. Parece que fue directamente a sitiar Pidna después de capturar Anfípolis. Los atenienses, quizás aún esperando recibir Anfípolis si permitían que Filipo tomara Pidna, no parecen haber tratado de intervenir (y puede que no hayan podido hacerlo). Pidna parece haber sido tomada por Filipo por una traición, ya sea en el 357 o en el 356 a. C.
En el año 356 a. C., Filipo sitió y capturó Potidea, marcando así el comienzo de las verdaderas hostilidades con Atenas. Como había prometido, entregó Potidea a los olintios y dejó que la guarnición ateniense regresara libremente a Atenas, ya que no quería causar una ofensa indebida a los atenienses ("era especialmente solícito con el pueblo de Atenas por la importancia y la reputación de su ciudad"). Los atenienses estaban ya plenamente comprometidos en la lucha contra la guerra social y no podían responder eficazmente a los movimientos de Filipo contra Potidea y Pidna.

### Alianza contra Filipo (356-352 a.C.)

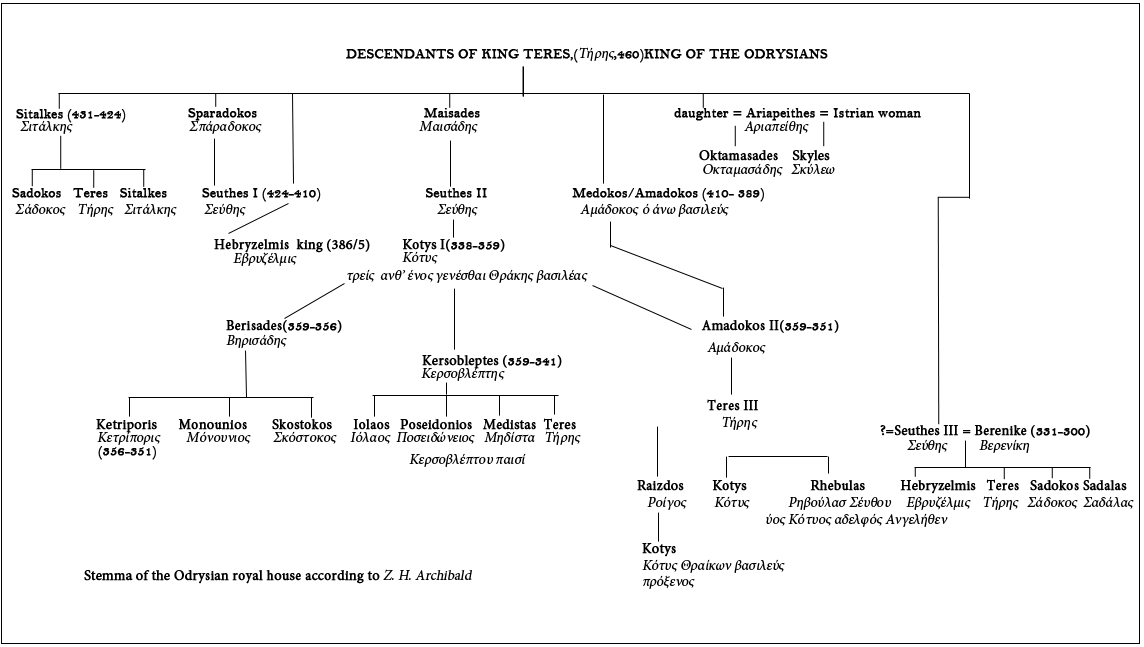
Árbol genealógico de los reyes odrisios de Tracia

En el año 356 a. C., en respuesta a las maquinaciones del rey Filipo, los atenienses se aliaron con los reyes de Iliria, Peonia y Tracia, para tratar de bloquear su avance. Tracia estaba ahora gobernada por tres reyes, descendientes de Cotis; en el oeste estaba Cetriporis, hijo de Berisades (el segundo hijo de Cotis); en el centro, Amádoco II (el tercer hijo de Cotis), y en el este Cersobleptes (el primer hijo de Cotis). Si Atenas se alió con los tres reyes tracios es una cuestión de conjetura; ciertamente al menos Cetriporis se unió a la alianza. Si Cersobleptes se alió con Atenas, parece haber abandonado relativamente rápido esta lealtad, a favor de extender su reino a expensas de Amádoco y Cetriporis. En Iliria, la derrota de Bardilis significó un cambio en la hegemonía entre las tribus, con los grabeos liderados por Grabo convirtiéndose en la principal potencia después de la derrota de los dardanios de Bardilis.
Según Diodoro, Filipo marchó sobre sus enemigos en esta alianza antes de que tuvieran la oportunidad de combinarse, y los obligó a aliarse a Macedonia en su lugar. Sin embargo, otras fuentes sugieren que el panorama era en realidad mucho más complejo, y que Filipo a su vez derrotó a cada una de las potencias en los siguientes años, con la excepción de Atenas.
Según Plutarco, un ejército bajo el mando de Parmenio derrotó al rey ilirio Grabo en el año 356 a. C., poco después de concluir el asedio a Potidea. Grabo se convirtió entonces en un aliado súbdito de Macedonia. Al año siguiente, Filipo parece haber derrotado a Cetriporis y lo redujo a la condición de aliado súbdito, aunque la información para esta campaña es muy limitada. También se presume que derrotó a los peonios en algún momento de este período, aunque no hay registro explícito de ello. No hay pruebas de que ninguno de estos aliados recibiera ninguna ayuda sustancial de Atenas, que todavía estaba demasiado preocupada por la Guerra Social.
La victoria consolidó el control de Filipo sobre la Alta Macedonia. Los pequeños principados autónomos como Elimia y Lincestis parecen haber sido integrados al año siguiente, con los antiguos reyes siendo despojados de sus títulos y reducidos a parte de la corte de Filipo. Filipo también fundó Heraclea Lincestis como un nuevo centro urbano en la zona.
Filipo II rodeó a Macedonia con vasallos o súbditos aliados para reemplazar la coalición que derrotó. Al norte de Macedonia, los peonios del rey Liceo eran vasallos. La tribu tracia de los agrianes, vecinos de Peonia, y su rey, Lángaro, aparecen también desde el año 352 como aliados de Filipo y fueron desde ese momento un apoyo relevante del ejército macedonio. Al noreste, el reino tracio de Cetriporis era también vasallo. Al noroeste, los derrotados grabeos eran ahora un estado tapón entre Macedonia y tribus no sujetas a Filipo, como los taulantios.
La victoria contra Grabo tuvo lugar al mismo tiempo que el nacimiento del heredero de Filipo, Alejandro, hijo de Myrtale (que cambió su nombre por el de Olimpia), lo que también puede haber ayudado a consolidar la alianza con Epiro en el suroeste. En los años siguientes el hermano de Olimpia, también llamado Alejandro, se refugió en la corte de Filipo y la influencia macedonia aumentó desde 351. Algunos estudiosos datan del año 350 el control directo macedonio de Tinfea, otra zona fronteriza entre Epiro y Macedonia.

### Crénides (356 a.C.)
En el año 356 a. C., mientras Parmenio hacía campaña contra los ilirios, Filipo hizo campaña en Tracia y capturó la ciudad de Crénides, que había sido fundada por Tasos en el año 360 a. C. Cambió el nombre por el de Filipos, y aumentó considerablemente la población. También mejoró enormemente las minas de oro de los alrededores, cuyos efectos son descritos por Diodoro:

En cuanto a las minas de oro en su territorio, que eran muy escasas e insignificantes, aumentó tanto su producción con sus mejoras que le podían reportar un ingreso de más de mil talentos. Y como de estas minas había acumulado pronto una fortuna, con la abundancia de dinero elevó cada vez más al reino macedonio a una posición muy superior, pues con las monedas de oro que acuñó, que llegaron a conocerse por su nombre de Philippeioi, organizó una gran fuerza de mercenarios, y al usar estas monedas para sobornos indujo a muchos griegos a convertirse en traidores a su tierra natal.

- Diodoro Sículo

La captura de Crénides fue por lo tanto, a largo plazo, un evento muy significativo en el ascenso al poder de Filipo.

### Maronea y Abdera (c. 355 a.C.)
Polieno cuenta que Filipo atacó y saqueó las ciudades de  Abdera y Maronea a lo largo de la costa de Tracia. Esto ocurrió durante una sola campaña, pero no dice cuándo. Diodoro no menciona esta campaña, lo que hace que su posición dentro de la cronología general sea difícil de situar.
Buckler sugiere lo siguiente: 

Según el político ateniense Demóstenes, Cersobleptes se reunió con Filipo en Maronea (en Tracia), junto con el general tebano Pamenes, y llegó a un acuerdo con Filipo; además, afirma que Amádoco era hostil a Filipo en ese momento Demóstenes dice que el general ateniense Cares presentó el informe sobre el encuentro entre Filipo, Pamenes y Cersobleptes; y Polieno dice que después de la campaña de Filipo en Maronea, Cares tendió una emboscada a la flota de Filipo en la costa de Neápolis. Dado que está registrado que Neápolis apeló a Atenas para que enviara ayuda contra Filipo en el 355 a. C., es una gran posibilidad que todos estos eventos hayan tenido lugar en el 355 a. C. No está del todo claro qué motivó esta reunión entre Filipo y Cersobleptes; Buckler sugiere que Filipo y Cersobleptes acordaron dividir Tracia entre ellos, dejando a Cersobleptes libre para atacar a los otros reyes tracios (para intentar reunir el reino tracio), y dejando a Filipo libre para hacer campaña en otro lugar.

Por el contrario, Cawkwell y Sealey sugieren que la campaña de Maronea fue en el año 353 a. C., aunque sin justificación explícita. Por lo tanto, la campaña de Maronea podría haber sido parte de la campaña que Filipo luchó contra Cetriporis (probablemente en 355 a. C.), o una campaña contra Amádoco (probablemente en 353 a. C.)

### Asedio de Metone (c. 354 a.C.)
La cronología de las actividades en Grecia durante los años 355-352 a. C. no está del todo clara. Filipo ciertamente comenzó a sitiar Metone (Tesalia), la última posesión ateniense en Macedonia, durante este período, pero diferentes historiadores eligen diferentes fechas para este asedio. Hay dos teorías principales, ya sea 355-354 a. C., defendida por Buckler, o 354-353 a. C., defendida por Cawkwell.
Filipo comenzó el asedio, que se prolongó durante casi un año. Durante este tiempo, hubo dos intentos atenienses fallidos de aliviar la ciudad. Filipo iba a perder un ojo durante el asedio cuando fue alcanzado por una flecha. A pesar de la herida que le infligieron los defensores, finalmente acordó términos con los ciudadanos de Metone, permitiéndoles a todos partir con una prenda cada uno. Buckler sugiere que este indulgente acuerdo puede haber sido el resultado de la petición de Tesalia de intervenir en la Guerra Sagrada como más abajo se indica; ansioso por no perder esta oportunidad, Filipo trató de poner fin al asedio lo más rápidamente posible.

### Resumen al c. 354 a.C.
En el año 354/353 a. C., en solo 5 años desde su advenimiento, Filipo había unificado Macedonia y la había convertido en la potencia dominante en el norte de Grecia. Había reducido por completo la influencia ateniense en la región y se había aliado con la otra gran potencia griega de la región, la Liga Calcídica. En el proceso, había asegurado el acceso al mar Egeo, que había sido un problema antiguo de Macedonia, ya que los lugares adecuados habían sido monopolizados por los colonos griegos en el período arcaico. Además, había revisado y reentrenado el ejército, que ahora estaba endurecido por la batalla, y ahora tenía un suministro de dinero listo para pagar más tropas.
Este rápido ascenso del poder de Macedonia se debió en parte a las excepcionales habilidades militares y diplomáticas de Filipo, pero también en parte al debilitamiento del estado de las principales potencias de Grecia. Esparta nunca se había recuperado de la liberación de Mesenia por parte de Epaminondas, mientras que a su vez Tebas seguía debilitada por la muerte de Epaminondas y las secuelas de Mantinea. Atenas, como ya se ha dicho, se vio envuelta en una guerra con sus aliados; en el 355 a. C., los atenienses acordaron una paz que dejó a muchos de sus antiguos aliados independientes, debilitando gravemente el poder ateniense. Aunque estos poderes protestaron contra las acciones de Filipo, tenían demasiados problemas como para intentar cualquier intervención; por lo tanto, Filipo no fue cuestionado hasta el 354 a. C.

## Tesalia y la Guerra Sagrada (356-352 a.C.)

### Antecedentes
La tercera guerra sagrada (a menudo llamada simplemente "la" Guerra Sagrada) estalló en el 356 a. C., y le daría a Filipo la primera oportunidad real de expandir su influencia en los asuntos del centro y sur de Grecia. La guerra fue aparentemente causada por la negativa de la Confederación focidia a pagar una multa impuesta a ellos en el 357 a. C. por la Liga anfictiónica, una organización religiosa pangriega que gobernaba el lugar más sagrado de la Antigua Grecia, el Templo de Apolo en Delfos. Detrás del elemento religioso, probablemente había una muestra de realpolitik en la presentación de cargos contra los focidios, instigada por los tebanos. En esta época, Tebas controlaba la mayoría de los votos en el consejo, y en la reunión de otoño del 357 a. C., los tebanos pudieron denunciar y multar tanto a los fócidios por el cultivo de la tierra sagrada como a los espartanos, por ocupar Tebas unos 25 años antes. Como las multas para ambas partes eran "injustificadamente duras", los tebanos probablemente esperaban que ninguna de las partes pagara, y así poder declarar una "guerra sagrada" a cualquiera de ellas.

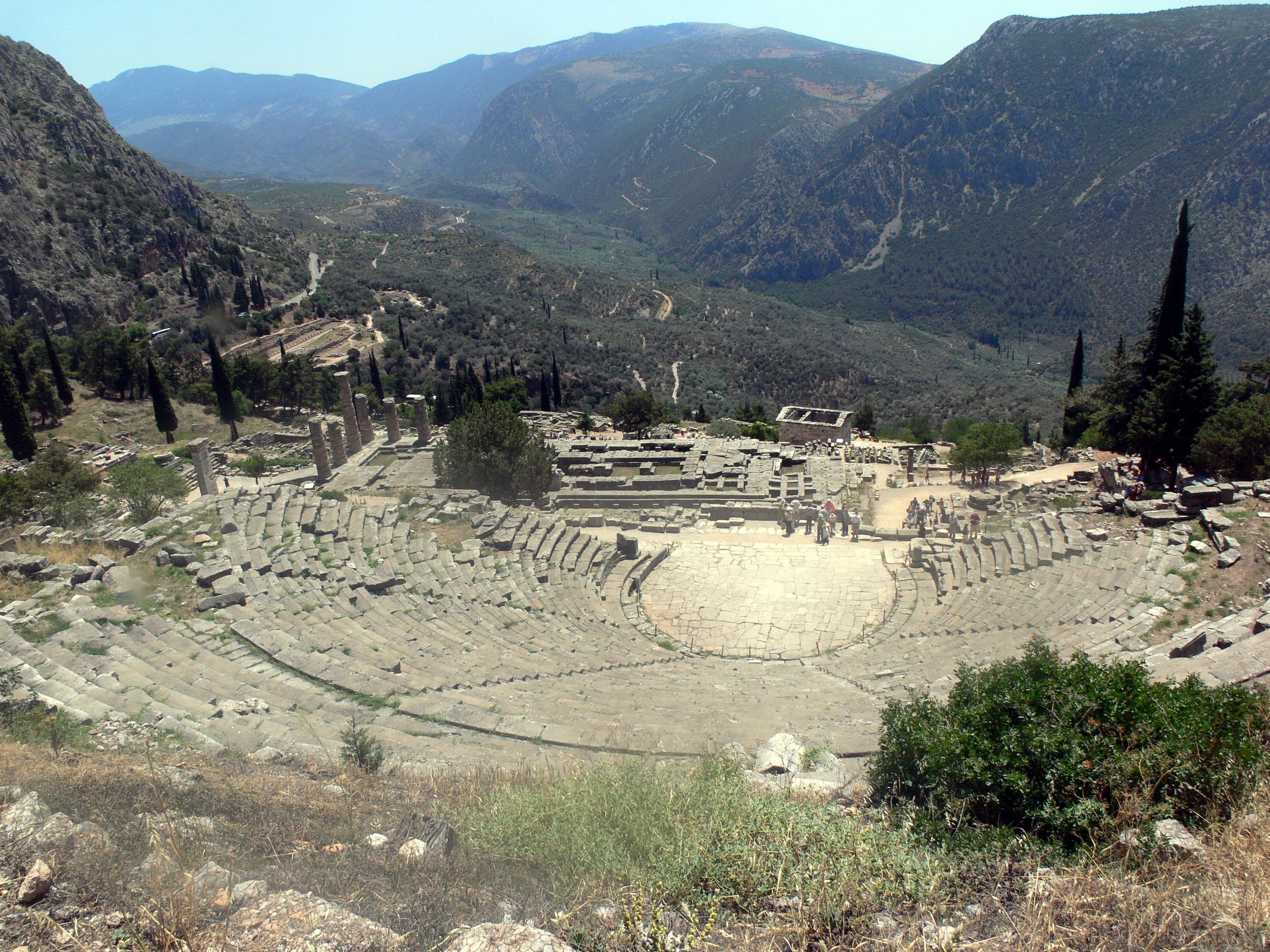
Ruinas de la antigua Delfos

En respuesta, los focidios, bajo el liderazgo de Filomelo, se apoderaron de Delfos (que estaba situado dentro de los límites de Fócida), y afirmaron la antigua aspiración de Fócida a la presidencia de la Liga anfictiónica, con la intención de anular el juicio contra ellos mismos. Parece que en Grecia hubo cierta simpatía por los focidios, ya que otros estados pudieron ver que los tebanos... habían usado la Anfictionía para perseguir mezquinas y destructivas venganzas Los focidios fueron apoyados por Atenas (enemigos perennes de Tebas) y, no es de extrañar, por Esparta, que esperaba ver su propia multa eliminada cuando los focidios se apoderaron de Delfos Sin embargo, Filomelo saqueó el tesoro de Apolo para pagar los mercenarios, formando así un poderoso ejército, pero alterando drásticamente la opinión de los demás estados griegos. En el invierno de 356/355 a. C., el consejo anfictiónico declaró una "guerra sagrada" contra los focidios, siendo los tebanos los principales protagonistas. La guerra comenzó relativamente bien para los focidios, pero una severa derrota les fue infligida en Neón por los tebanos en 355 o 354 a. C., y Filomelo murió. Sin inmutarse, Onomarco ocupó su lugar al frente de los focidios, y consiguió nuevos mercenarios para continuar la lucha.

### Cronología de la Guerra Sagrada
Las fuentes antiguas de la guerra sagrada son escasas, y generalmente carecen de información cronológica firme. Por lo tanto, las fechas de la guerra de los historiadores modernos han sido muy debatidas, sin un consenso claro. Es generalmente aceptado que la guerra duró 10 años, y terminó en el verano del 346 a. C. (una de las únicas fechas firmes), lo que da una fecha del 356 a. C. para el comienzo de la guerra, con la toma de Delfos por parte de Filomelo. Después de la derrota de Filomelo en Neón, los tebanos pensaron que era seguro enviar al general Pamenes a Asia con 5000 hoplitas; como se ha discutido, Pamenes probablemente se encontró con Filipo en Maronea en el 355 a. C., presumiblemente en su viaje de ida. Buckler ubica la batalla de Neón en el 355 a. C., y sugiere que después del encuentro con Pamenes, Filipo fue a iniciar el asedio de Metone. Otros historiadores han situado la batalla de Neón en el 354 a. C., porque Diodoro dice que la batalla tuvo lugar mientras Filipo sitiaba a Metone, lo que Diodoro (en un momento dado) coloca en el 354 a. C. Sin embargo, la cronología de Diodoro para la guerra sagrada es muy confusa -remonta el comienzo y el final de la guerra un año después, dice que la guerra duró 9, 10 u 11 años, e incluyó el asedio a Metone dos veces en diferentes fechas- y por lo tanto sus fechas no se consideran fiables.
Sin tener en cuenta las fechas, la mayoría de los historiadores coinciden en la misma secuencia de eventos para esta parte de la Guerra Sagrada. La cuestión principal es, por lo tanto, cuándo comenzó esa secuencia. Así, Buckler (así como Beloch y Cloche) fechan el enfrentamiento de Neón en el 355 a. C., el asedio de Metone en el 355-354 a. C., la primera campaña de Tesalia de Filipo en el 354 a. C. y a la segunda en el 353 a. C. Por el contrario, Cawkwell, Sealey, Hammond y otros dan estas fechas como ocurridas un año después, comenzando con Neón en el 354 a. C.

### Primera campaña en Tesalia
La Guerra Sagrada parece haber abierto el camino a un nuevo conflicto en Tesalia. La Confederación de Tesalia era en general partidaria incondicional de la Liga Anfictiónica, y tenía un antiguo odio hacia los focidios. Por el contrario, Feras se había aliado con los focidios. En el 354 o 353 a. C., los Aleuadas apelaron a Filipo para que les ayudara a derrotar a Feras. Filipo respondió de forma positiva, tal vez sin sorprenderse:

...la lucha entre Feras y sus vecinos le ofrecía a Filipo ricas posibilidades. La inestabilidad política crónica de la zona y el apoyo de la confederación de Tesalia garantizaban que no se enfrentaría a una oposición unida a sus ambiciones. Los tesalios le daban a Filipo la misma oportunidad de ascender allí que le habían dado a Pelópides y a los tebanos en el 369 a.C.

- John Buckler

Filipo trajo así un ejército a Tesalia, probablemente con la intención de atacar a Feras. Bajo los términos de su alianza, Licofrón de Feras pidió ayuda a los focidios, y Onomarco despachó a su hermano, Faílo, con 7000 hombres; sin embargo, Filipo rechazó esta fuerza antes de que pudiera unirse a los feranos. Onomarco abandonó entonces el asedio que estaba llevando a cabo y llevó a toda su fuerza a Tesalia para atacar a Filipo. Es posible que Onomarco esperase conquistar Tesalia en el proceso, lo que dejaría a los tebanos aislados pues Lócrida y Dórida ya habían caído ante los focidios, y daría a estos últimos una mayoría en el consejo anfictiónico, por lo que podrían poner fin a la guerra sagrada. Onomarco probablemente trajo consigo 20 000 soldados de infantería, 500 de caballería y un gran número de catapultas, y superó al ejército de Filipo. Los detalles exactos de la campaña que siguió no están claros, pero Onomarco parece haber infligido dos derrotas a Filipo, con muchos macedonios muertos en el proceso. Polieno sugiere que la primera de las victorias de Onomarco fue ayudada por el uso de las catapultas para tirar piedras a la falange macedonia, mientras subían una pendiente para atacar a los focidios. Después de estas derrotas, Filipo se retiró a Macedonia para pasar el invierno. Se dice que comentó no hui, sino que, como un ariete, retrocedí para volver a atacar con más fuerza.

### Segunda campaña en Tesalia
Filipo regresó a Tesalia al verano siguiente (ya sea en el año 353 o 352 a. C., dependiendo de la cronología seguida), habiendo reunido un nuevo ejército en Macedonia. Filipo solicitó formalmente que los tesalios se unieran a él en la guerra contra los focidios; los tesalios, aunque desilusionados por la actuación de Filipo el año anterior, en realidad no tenían muchas opciones si querían evitar ser conquistados por el ejército de Onomarco. Filipo ahora reunió a todos los oponentes de Tesalia de Feras que pudo, y de acuerdo con Diodoro, su último ejército fue de 20 000 soldados de infantería y 3000 de caballería.

#### Pagasas
En algún momento durante sus campañas en Tesalia, Filipo capturó el estratégico puerto de Pagasas, que era en efecto el puerto de Feras. No está claro si esto fue durante la primera o la segunda campaña; tanto Buckler como Cawkwell sugieren que tuvo lugar en la segunda campaña, antes de la «batalla del Campo de Azafrán». Al tomar Pagasas, es posible que Filipo evitara que Feras fuera reforzada por el mar durante su segunda campaña. Buckler sugiere que Filipo había aprendido la lección de la campaña anterior, y tenía la intención de cortar la ayuda exterior a Feras antes de atacarla.

#### Batalla del Campo de Azafrán

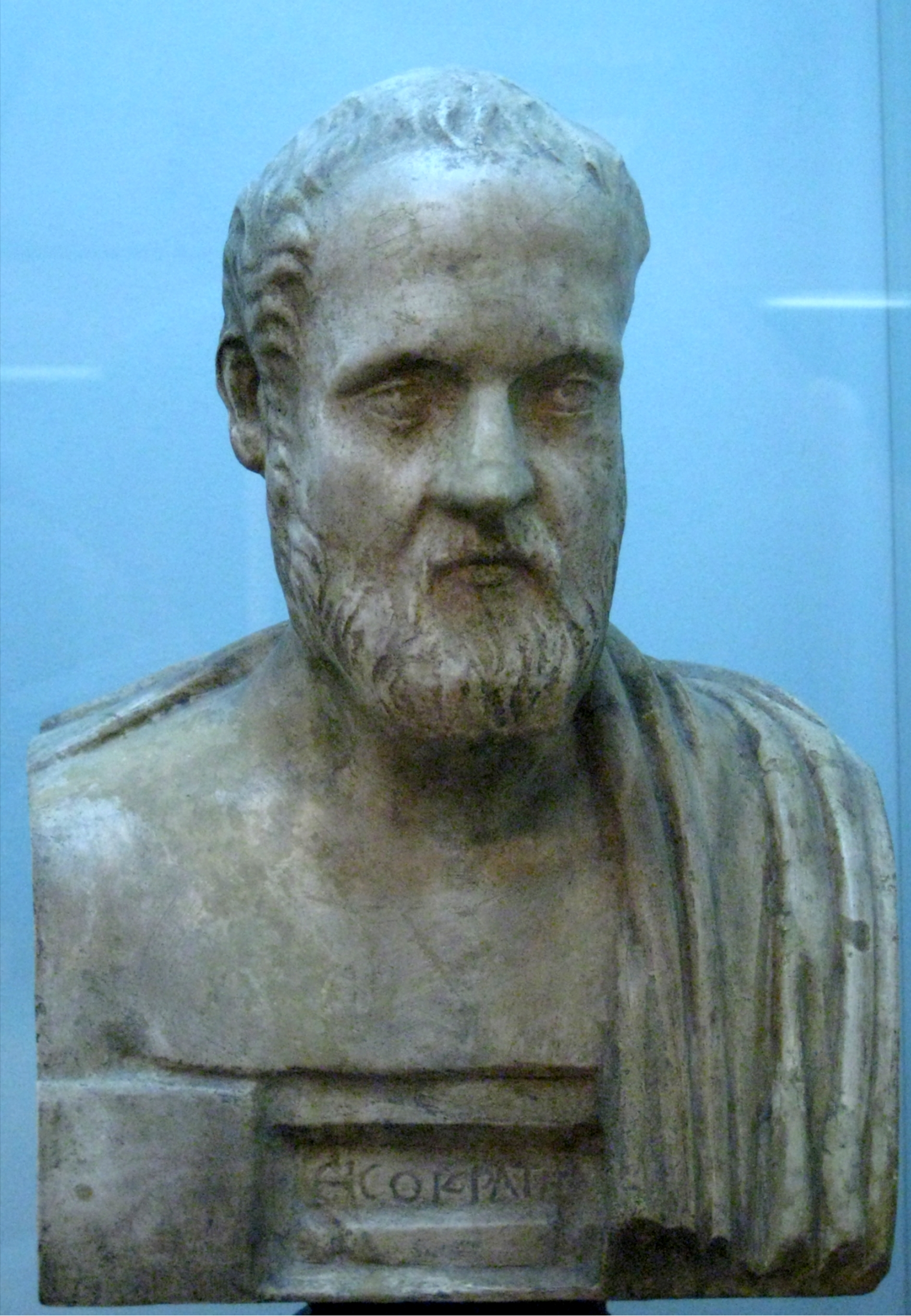
Busto de Isócrates; yeso fundido en el Museo Pushkin del antiguo busto de Villa Albani, Roma.

Mientras tanto, Onomarco regresó a Tesalia para tratar de preservar las posiciones de los focidios allí, con aproximadamente la misma fuerza que durante el año anterior. Además, los atenienses enviaron a Cares para ayudar a sus aliados focidios, viendo la oportunidad de dar un golpe decisivo contra Filipo. Los acontecimientos posteriores no están claros, pero se libró una batalla entre los macedonios y los focidios, probablemente porque Filipo trató de impedir que los focidios unieran sus fuerzas con los feranos, y sobre todo, antes de que llegaran los atenienses. Según Diodoro, los dos ejércitos se encontraron en una gran llanura cerca del mar (el "campo de azafrán"), probablemente en las cercanías de Pagasas. Filipo envió a sus hombres a la batalla llevando la corona de laurel, el símbolo de Apolo; como si fuera el vengador ... del sacrilegio, y procedió a la batalla bajo el liderazgo, por así decirlo, del dios Algunos de los mercenarios focidios supuestamente arrojaron sus armas, preocupados por remordimientos de conciencia. En la batalla subsiguiente, la más sangrienta registrada en la historia de la antigua Grecia, Filipo obtuvo una victoria decisiva contra los focidios. En total, 6000 soldados focidios fueron muertos, incluyendo a Onomarco, y otros 3000 fueron hechos prisioneros. Onomarco fue colgado o crucificado y los otros prisioneros se ahogaron, que era el ritual de castigo exigido para los ladrones de templos. Estos castigos estaban diseñados para negar a los derrotados un entierro honorable; así Filipo continuó presentándose como el piadoso vengador del sacrilegio cometido por los focidios: Buckler afirma que "Tampoco se debe suponer automáticamente que un ahogamiento en masa... conmocionaría al mundo griego. Incluso el apacible Isócrates sentía que los mercenarios focidios estaban mejor muertos que vivos... El castigo era terrible, pero era totalmente coherente con el papel de Filipo como vengador de Apolo.

#### Reorganización de Tesalia
Probablemente fue después de su victoria (si no antes) cuando los tesalios nombraron a Filipo arconte de Tesalia. Este fue un nombramiento de por vida, y le dio a Filipo el control sobre todos los ingresos de la Confederación de Tesalia, y además dio a Filipo el mando del ejército de Tesalia.
Filipo pudo ahora ocupar Tesalia a su antojo. Probablemente primero terminó el asedio de Pagasas, para negar a los atenienses un lugar de desembarco en Tesalia. Pagasas no era parte de la Confederación de Tesalia, y por lo tanto Filipo la tomó como suya, y la dotó de una guarnición. La caída de Pagasas dejó ahora a Feras totalmente aislada. Licofrón, en lugar de sufrir el destino de Onomarco, llegó a un acuerdo con Filipo, y a cambio de entregarle Feras, se le permitió, junto con 2000 de sus mercenarios, ir a Fócida. Filipo ahora trabajaba para unir las tradicionalmente díscolas ciudades de Tesalia bajo su gobierno. Tomó el control directo de varias ciudades en el oeste de Tesalia, exiliando a los disidentes, y en un caso refundando la ciudad con una población macedonia; estrechó su control de Perrebia, e invadió Magnesia, tomándola también como suya y guarnicionándola; "cuando terminó, era señor de Tesalia".

#### Termópilas
Una vez satisfecho con la reorganización de Tesalia, Filipo marchó hacia el sur hasta el paso de las Termópilas, la puerta de entrada a la Grecia central. Probablemente tenía la intención de continuar su avance invadiendo la propia Fócida, una perspectiva que alarmaba mucho a los atenienses, ya que una vez que hubiera pasado las Termópilas, podría marchar también sobre Atenas. Los atenienses enviaron una fuerza a las Termópilas y ocuparon el paso; se discute si otros contingentes pueden haberse unido a los atenienses en las Termópilas. Los atenienses estaban ciertamente allí, ya que el orador ateniense Demóstenes celebró la defensa del paso en uno de sus discursos. Cawkwell sugiere que la fuerza ateniense fue la que Diodoro dice que fue enviada bajo Nausicles, compuesta por 5000 soldados de infantería y 400 de caballería, y que se les unieron los restos de los focidios y los mercenarios de Feras. Sin embargo, Buckler argumenta que Diodoro nunca menciona las Termópilas, y la fuerza bajo Nausicles fue enviada para ayudar a los focidios al año siguiente; en cambio, cree que otra fuerza ateniense mantuvo el paso sin ayuda. Aunque podría haber sido posible forzar el paso, Filipo no lo intentó, prefiriendo no arriesgarse a una derrota después de sus grandes éxitos en Tesalia.

### Resumen hasta el 352 a.C.
Cawkwell describe el 352 a. C. como el annus mirabilis de Filipo. Su nombramiento como arconte en Tesalia fue un enorme aumento de su poder, dándole efectivamente un nuevo ejército. Sus acciones como "vengador" y "salvador" de Apolo estaban calculadas para ganarse la buena voluntad de los griegos en general. Como resultado del aumento del poder y la influencia de Filipo, Worthington sugiere que en la época del "Primera filípica" de Demóstenes (351 a. C.), Filipo ya era imparable en su objetivo de controlar Grecia.

#### Situación estratégica
El estancamiento en las Termópilas señaló la dirección futura del conflicto actual entre Filipo y los atenienses. Atenas era una potencia naval importante, mientras que Macedonia no tenía una verdadera armada. Por el contrario, Macedonia tenía un ejército muy poderoso, sobre todo con la incorporación de los tesalios después del 352 a. C., que Atenas no podía esperar igualar. Por lo tanto, los atenienses podían evitar que Filipo atacara Atenas por mar, pero no por tierra, a menos que pudieran ocupar las Termópilas a tiempo. El paso era lo suficientemente estrecho como para que pudiera ser controlado por un pequeño número de tropas, y solo se podía evitar con alguna dificultad, lo que significaba que los atenienses podían esperar resistir a Filipo allí; por lo tanto, las Termópilas se convirtieron en la posición clave en el conflicto. Los atenienses también comenzaron a darse cuenta de que no podían esperar reclamar Anfípolis, o derrotar a Filipo, y en su lugar debían actuar a la defensiva; como dijo Demóstenes: la guerra al principio se preocupó de vengarse de Filipo, ahora en su final, sin sufrir a manos de Filipo. Desde el punto de vista de Filipo, una vez que controlara Anfípolis, podría operar en el norte del Egeo sin obstáculos, especialmente si hacía campaña durante los vientos etesios, o en invierno, cuando la marina ateniense no podía hacer mucho para detenerlo. Sin embargo, no podía avanzar fácilmente hacia Grecia, para atacar Atenas por ejemplo, si no podía controlar el paso de las Termópilas.

## Tracia (353-352 a.C.)
La mayoría de los historiadores coinciden en que Filipo hizo una campaña en Tracia en el año 353 a. C., pero lo que logró exactamente es un asunto de cierta confusión. Como se ha discutido, algunos, incluyendo Cawkwell y Sealey, sitúan la campaña de Maronea y Abdera en el 353 a. C. Otros sugieren que, en una campaña cuyos detalles se desconocen en esencia, Filipo derrotó al rey de Tracia central, Amádoco II, reduciéndolo a la condición de aliado. Dado que la campaña de Maronea y Abdera tuvo lugar en el territorio de Amádoco, parece probable que, en cualquiera de las dos cronologías, Filipo hizo campaña contra Amádoco en el 353 a. C.
En la primera parte del 352 a. C. se produjeron varios acontecimientos clave en Tracia o en sus alrededores que desafiaron la influencia de Filipo en la región. El general ateniense Cares capturó Sesto, en el Quersoneso tracio a principios de año, probablemente tomando la ciudad de Cersobleptes. Los atenienses tenían un interés de larga data en el Quersoneso por razones estratégicas, y había formado una parte significativa de su "Imperio" en el siglo V a. C. En primer lugar, Atenas dependía en gran medida de la importación de grano de Crimea para su suministro de alimentos; el control del Quersoneso ayudaba a asegurar que los suministros pudieran pasar con seguridad a través del Helesponto. En segundo lugar, el Quersoneso fue usado como un lugar para asentar el exceso de ciudadanía de Atenas, normalmente en forma de cleruquías, colonias que no eran políticamente independientes de la ciudad madre. Después de la captura de Sesto, Cersobleptes, que hasta ahora se había resistido a los intentos atenienses de reclamar el Quersoneso, ahora se puso de acuerdo con Atenas. Probablemente ahora le preocupaba la influencia de Filipo en la región, y por lo tanto buscó aliarse con los atenienses, dándoles el control de todas las ciudades del Quersoneso excepto Cardia. Además, la Liga Calcídica también parece haberse vuelto contra Filipo en el 352 a. C., presumiblemente también preocupada por sus planes en su territorio, y buscó la paz con Atenas.
Probablemente Filipo también hizo campaña en Tracia a finales del 352 a. C., posiblemente después de regresar a Macedonia desde Tesalia. En este punto, si no antes, Filipo derrotó a Amádoco y lo subyugó, y posiblemente también expulsó a Cetriporis de su clientela real. Durante la campaña, el ejército de Filipo se adentró en el territorio de Cersobleptes y sitió la fortaleza de Hereontico, situada en algún lugar cerca de Perinto, en la costa del mar de Mármara (aunque Buckler ubica este sitio en 353 a. C.) Al enterarse del asedio, los atenienses votaron el envío de 40 trirremes para oponerse a Filipo. Sin embargo, luego se enteraron de que Filipo había muerto (o había enfermado), por lo que la misión de socorro nunca llegó a salir. Parece claro que Filipo sí enfermó durante la campaña, pero no está claro cómo terminó exactamente la campaña. Probablemente fue en este momento cuando Filipo tomó al hijo de Cersobleptes como rehén y lo llevó a Pela, poniendo fin efectivamente a la libertad de acción de Cersobleptes.

## Guerra contra Olinto (349-348 a.C.)
Como se ha dicho, la Liga Calcídica había hecho las paces con Atenas en el 352 a. C., en clara violación de su alianza con Filipo, debido a su creciente temor al poder macedonio. Cawkwell sostiene que a partir de ese momento, Olinto y la Liga estaban condenados. Sin embargo, los siguientes años del reinado de Filipo parecen haber sido militarmente tranquilos; Diodoro no menciona ninguna actividad de Filipo hasta el 349 a. C. Filipo no hizo ningún otro esfuerzo para intervenir en la Guerra Sagrada, que iba a continuar hasta el 346 a. C. Mientras tanto, puede haber habido algunos disturbios en Macedonia; Filipo ejecutó a uno de sus hermanastros (hijos de la segunda esposa de Amintas III), y dos más huyeron a Olinto. Según Justino, esto proporcionó a Filipo el pretexto para atacar a Olinto y a la Liga Calcídica.

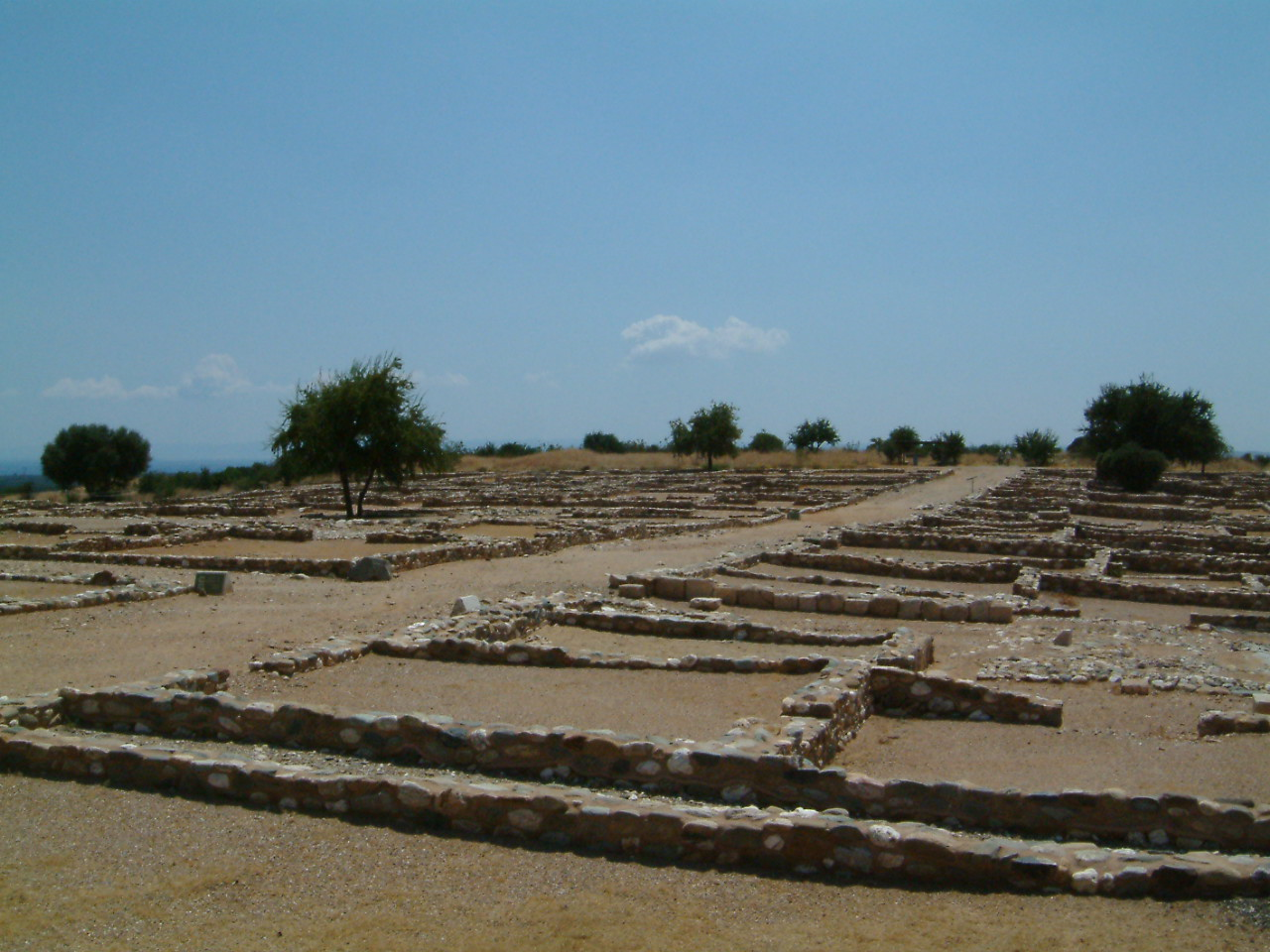
Ruinas de la antigua Olinto.

Filipo finalmente comenzó su campaña contra la Liga Calcídica en el año 349 a. C., probablemente en julio, cuando los vientos etesios impedían que Atenas enviara ayuda. Diodoro dice que comenzó asediando, capturando y arrasando la fortaleza de Zerea (posiblemente cerca de Estagira). Filipo parece haberse abierto camino a través de las 32 ciudades de la Liga, dejando Olinto para el final. Al menos algunas ciudades sometidas a él, entre ellas Torone y Meciberna -pequeña ciudad que hacía la función de puerto de Olinto- observaron el destino de las ciudades que se resistían a Filipo. En la primavera del 348 a. C., la parte occidental de Calcídica se había perdido, y los olintios intentaron arrasar su antiguo territorio.
Finalmente, probablemente en junio del 348 a. C., con todas las demás ciudades capturadas o sometidas, Filipo se preparó para atacar Olinto. Según Diodoro, hubo dos batallas campales contra los olintios; después de ser derrotados dos veces, los olintios fueron entonces confinados en la ciudad. Dos de los comandantes de Olinto, Eurícrates y Lastenes, desertaron y se unieron a Filipo con 500 soldados de caballería poco antes del asedio. Por lo tanto, Diodoro afirma que la ciudad cayó por traición; ciertamente se cometió traición, pero no está claro que así fue como la ciudad fue capturada. De cualquier manera, para septiembre el asedio había terminado, y la Liga Calcídica había sido aniquilada. Filipo arrasó la ciudad y vendió a los habitantes restantes como esclavos; el mismo destino les esperaba a las demás ciudades calcídicas que no se habían sometido a él. Filipo incorporó entonces a la península calcídica al estado macedonio, repartiendo la tierra entre sus seguidores.

### Atenas y la guerra de Olinto
Cuando Filipo comenzó su ataque en el 349 a. C., los olintios pidieron ayuda a Atenas. En respuesta, Demóstenes dio una serie de discursos, conocidos como los Olintíacos, animando a los atenienses a resistir a Filipo. El período comprendido entre el 351 a. C. y el 346 a. C. marca el ascenso gradual de Demóstenes en la política ateniense, ya que se convirtió en líder de la resistencia ateniense a Filipo. Sin embargo, se discute cuándo llegó exactamente a ser importante Demóstenes; Cawkwell señala que la conservación fortuita de una buena proporción de los discursos de Demóstenes puede hacer que parezca más importante de lo que era. Al final, los atenienses decidieron enviar una fuerza de 2000 mercenarios ligeramente armados, denominados en las fuentes peltastas, aunque en sentido estricto no lo eran, y 38 trirremes para ayudar a los olintios. De estos trirremes, 30 ya estaban en servicio en Cares, posiblemente operando en el norte del Egeo; los otros 8 iban a ser tripulados por ciudadanos atenienses. Sin embargo, no está claro si esta fuerza logró algo.
Más tarde, a principios del 348 a. C., los olintios volvieron a pedir ayuda. Los atenienses enviaron a Caridemo, un antiguo general de Cersobleptes que había sido adoptado como ciudadano ateniense, con 4000 peltastas, 150 caballerías y 18 trirremes; de los trirremes, 10 probablemente ya estaban a su servicio, y los otros 8 pueden haber sido los enviados a Cares en el 349 a. C. Caridemo se unió a los olintios, y juntos atacaron el antiguo territorio de Olinto en el oeste de Calcídica. Finalmente, justo antes de que comenzara el asedio final de Olinto, los olintios pidieron ayuda por última vez. Los atenienses se prepararon para enviar una fuerza de ciudadanos hoplitas, pero se retrasaron por el clima, probablemente debido a los vientos etesios, y llegaron demasiado tarde para lograr algo.

### Eubea
Atenas se vio impedida de enviar una ayuda más eficaz por los acontecimientos de Eubea en el 348 a. C. Un político preeminente de Calcis, Calias, trató de unir las ciudades de Eubea en una nueva confederación, lo que significó inevitablemente el fin de la hasta entonces fuerte presencia ateniense en la isla. Estratégicamente, esto era inaceptable para los atenienses. En el 410 a. C., el estrecho entre Eubea y el continente, el Euripo, se había restringido, y luego se había hecho un puente en Calcis. Si Eubea, y en particular Calcis, ya no estaba controlada por Atenas, entonces Filipo podía potencialmente cruzar a Eubea desde Tesalia, y luego cruzar de nuevo a Beocia a través del puente en Calcis, flanqueando así las Termópilas. Toda la estrategia ateniense en los años posteriores al 352 a. C. requería por lo tanto que mantuvieran Eubea.
A principios del 348 a. C., los atenienses se distrajeron con los acontecimientos en Eubea y no estaban en condiciones de enviar mucha ayuda a Olinto. Sin embargo, la expedición que los atenienses enviaron a Eubea para tratar de mantener su posición en la isla fue un desastre, y los atenienses tuvieron que buscar la paz con Calcis, perdiendo así efectivamente el control de la isla. Es posible que Filipo incitara realmente la revuelta en Eubea, aunque consideró más probable que se tratara de una interpretación errónea de un discurso del político ateniense Esquines.

## Fin de la Guerra Sagrada (347-346 a.C.)

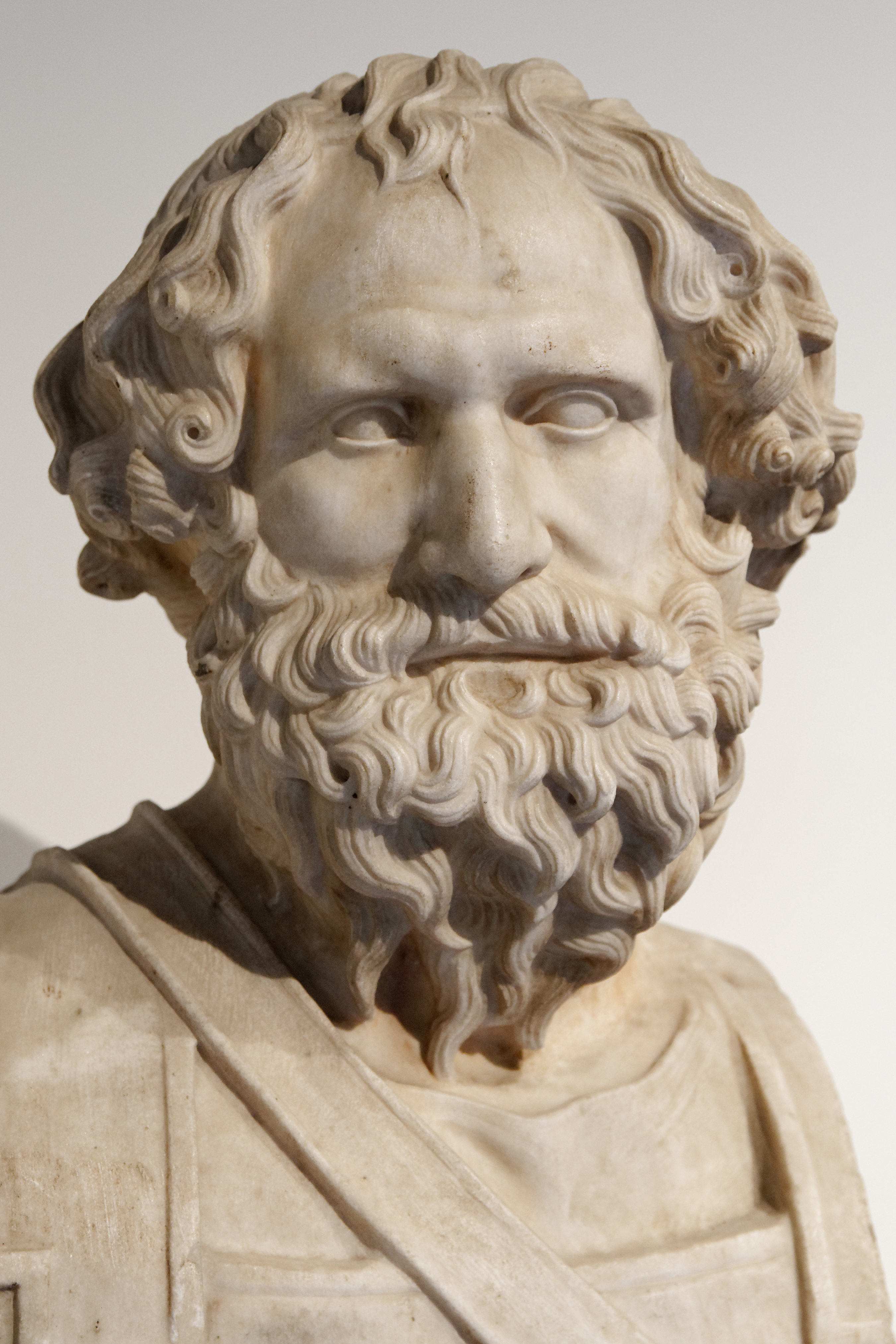
Busto de Arquídamo III de la Villa de los Papiros en Herculano, ahora en el Museo Arqueológico Nacional de Nápoles.

El político ateniense Filócrates había sugerido ofrecer a Filipo la paz en el 348 a. C., durante la guerra de Olinto. Sin embargo, la asamblea ateniense había rechazado efectivamente esta propuesta sometiendo a Filócrates a juicio, y para cuando fue absuelto de los cargos, era demasiado tarde para salvar a Olinto. Así pues, la guerra entre Atenas y Filipo continuó durante el 347 a. C., al igual que la Guerra Sagrada. En el 347 a. C., Filipo envió corsarios para atacar las colonias atenienses de varias islas del Egeo. Mientras tanto, se estaba haciendo evidente que la Guerra Sagrada solo podía terminar con una intervención exterior. Los focidios habían ocupado varias ciudades de Beocia, pero se estaban quedando sin fondos para pagar a sus mercenarios; a la inversa, los tebanos no podían actuar eficazmente contra los focidios. El general focidio Falecos fue destituido de su mando en el 347 a. C. y se nombraron tres nuevos generales, que volvieron a atacar Beocia con éxito. Los tebanos pidieron ayuda a Filipo y este envió una pequeña fuerza para ayudarles, insuficiente para terminar la guerra, ya que deseaba la gloria de terminar la guerra personalmente, de la manera que él eligiera y en sus términos.
A principios del 346 a. C., Filipo hizo saber que tenía la intención de marchar hacia el área de Tesalia, aunque no dónde ni por qué. Así pues, los focidios hicieron planes para defender las Termópilas y solicitaron la ayuda de los espartanos y los atenienses, probablemente hacia mediados de febrero. Los espartanos enviaron a Arquídamo III con 1000 hoplitas, y los atenienses ordenaron que todos los que tuvieran derecho a hacer el servicio militar y tuvieran menos de 40 años fueran enviados en ayuda de los focidios. Sin embargo, entre el llamamiento de los focidios y el final del mes, todos los planes se vieron alterados por el regreso de Falecos al poder en Fócida; los atenienses y los espartanos fueron informados posteriormente de que no se les permitiría defender las Termópilas. No está claro en las fuentes antiguas por qué Falecos volvió al poder, ni por qué adoptó este dramático cambio de política. Cawkwell sugiere, basándose en las observaciones de Esquines, que el ejército focidio restauró a Falecos porque no se les había pagado adecuadamente, y además que Falecos, al darse cuenta de que el ejército no podía ser pagado y que los focidios ya no podían esperar ganar la guerra, decidió intentar negociar un acuerdo de paz con Filipo.

### Paz con Atenas
Cuando los atenienses recibieron esta noticia, cambiaron rápidamente de política. Si las Termópilas ya no podían ser defendidas, la seguridad ateniense ya no podía ser garantizada. A finales de febrero, los atenienses habían enviado una embajada, incluyendo a Filócrates, Demóstenes y Esquines, a Filipo para discutir la paz entre Atenas y Macedonia. La embajada tuvo dos audiencias con Filipo, en las que cada parte presentó sus propuestas sobre los términos del acuerdo de paz. La embajada regresó a Atenas para presentar las condiciones propuestas a la Asamblea de Atenas, junto con una embajada macedonia en Atenas, facultada por Filipo para finalizar un acuerdo. Los atenienses debatieron el tratado de paz en abril y trataron de proponer una paz común en la que todos los estados griegos pudieran participar, incluyendo Fócida. Sin embargo, Demóstenes persuadió a la Asamblea de que Filipo nunca aceptaría esa paz y que la vulnerable posición de Atenas hacía que no tuvieran más remedio que aceptar los términos de Filipo. El 23 de abril, los atenienses juraron los términos del tratado que ahora se conoce como la Paz de Filócrates en presencia de los embajadores de Macedonia. Entre los principales términos estaban que Atenas se convirtiera en aliada de Filipo y que renunciaran para siempre a su reclamo sobre Anfípolis.

### El fin de la independencia de los tracios
Tras la primera embajada ateniense en Macedonia, Filipo inició una campaña contra Cersobleptes. Los detalles de la campaña son escasos, pero parece que Filipo capturó fácilmente el tesoro tracio en la "Montaña Sagrada". Entonces, en lugar de deponer a Cersobleptes, lo convirtió en un aliado, de la misma manera que a su hermano Amádoco.

### Resolución de la Guerra Sagrada
Tras acordar los términos de la paz con los embajadores macedonios en abril, los atenienses enviaron una segunda embajada a Macedonia, para extraer los juramentos de paz de Filipo. Cuando llegaron, los atenienses (de nuevo incluyendo a Demóstenes y a Esquines) se sorprendieron bastante al ver que también estaban presentes las embajadas de todos los principales combatientes de la Guerra Sagrada, con el fin de discutir una solución a la guerra. Cuando Filipo regresó de Tracia recibió todas estas embajadas. Los tebanos y tesalios le pidieron que tomara el liderazgo de Grecia y castigara a Fócida; por el contrario, los focidios, apoyados por los espartanos y las delegaciones atenienses, suplicaron a Filipo que no atacara a Fócida. Sin embargo, Filipo retrasó la toma de decisiones; procuró por todos los medios no revelar cómo pretendía arreglar las cosas; animo en privado a ambas partes a esperar que él hiciera lo que querían, pero instó a ambos a que no se prepararan para la guerra; un acuerdo de paz estaba a mano; también retrasó jurar la Paz de Filócrates. Los preparativos militares estaban en curso en Pela durante este período, pero Filipo dijo a los embajadores que eran para una campaña contra Halo, una pequeña ciudad de Tesalia que se resistió a él. Salió para  Halo antes de hacer cualquier declaración, obligando a la embajada de Atenas a viajar con él; solo cuando llegaron a Feras, Filipo finalmente prestó juramento, permitiendo a los embajadores atenienses volver a casa.
Fue ahora cuando Filipo dio el golpe de gracia. Había persuadido a los atenienses y a otros griegos de que él y su ejército se dirigían a Halo, pero parece seguro que también envió otras unidades directamente a las Termópilas. Todo el centro y el sur de Grecia estaba ahora a merced de Filipo y los atenienses no podían ahora salvar a Fócida aunque abandonaran la paz. Filipo podía estar seguro de dictar los términos del fin de la Guerra Sagrada, ya que ahora podía usar la fuerza contra cualquier estado que no aceptara su arbitraje. Empezó por hacer una tregua con Falecos el 19 de julio; Falecos le entregó a Fócida, a cambio de que se le permitiera salir, con sus mercenarios, e ir a donde quisiera. Filipo declaró entonces que el destino de Fócida no lo decidiría él, sino el Consejo Anfictiónico. Sin embargo, está claro que Filipo estaba dictando los términos entre bastidores; al otorgar a los anfictiones la responsabilidad formal, él podía disociarse de los términos en el futuro.

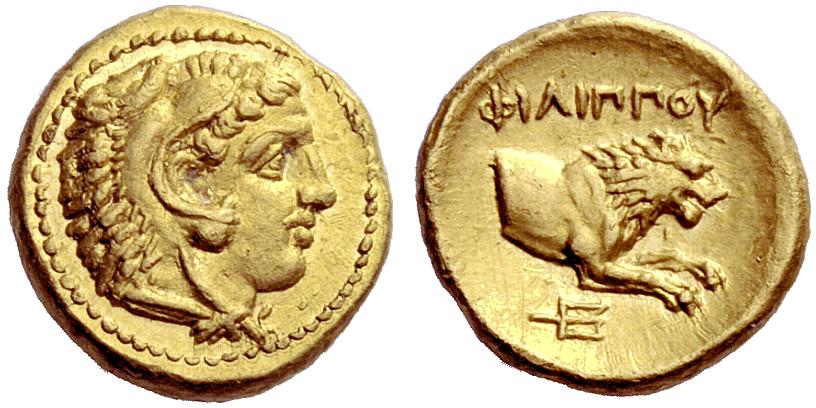
Un medio estadio de oro de Filipo II de Macedonia acuñado en Pela, con la cabeza del joven Heracles usando la piel del León de Nemea en el anverso y en el reverso la parte delantera del león.

A cambio del fin de la guerra, Macedonia se convirtió en miembro del Consejo Anfictiónico, y se le dieron los dos votos que se le habían quitado a Fócida. Este fue un momento importante para Filipo, ya que la pertenencia a los anfictiones significaba que Macedonia ya no era un estado "bárbaro" a los ojos de los griegos. Los términos impuestos a Fócida eran duros, pero siendo realistas, Filipo no tenía otra opción que imponer tales sanciones; necesitaba el apoyo de los tesalios (enemigos jurados de Fócida), y no podía arriesgarse a perder el prestigio que había ganado por su piadosa conducta durante la guerra. Aparte de ser expulsado del Consejo Anfictiónico, todas las ciudades focidias iban a ser destruidas, y los focidios se establecieron en "aldeas" de no más de cincuenta casas; el dinero robado del templo iba a ser devuelto a razón de 60 talentos por año; los focidios no fueron, sin embargo, destruidos, y conservaron sus tierras. Los atenienses, después de haber hecho las paces con Filipo, no fueron penalizados por el Consejo Anfictiónico y, al parecer, tampoco los espartanos. Filipo presidió el festival anfictiónico en otoño, y luego, para gran sorpresa de los griegos, regresó a Macedonia y no volvió a Grecia durante siete años. Sin embargo, conservó su acceso, guarnicionando la ciudad más cercana a las Termópilas, Nicea, con tropas de Tesalia.

### Resumen al 346 a.C.
El 346 a. C. fue otro año notable para Filipo. Las ciudades-estado de Grecia se habían agotado en los años anteriores, y Filipo era por lo tanto la única potencia capaz de terminar finalmente con la Guerra Sagrada. Finalmente, una vez en control de las Termópilas, esta fuerza militar le permitió resolver la guerra con la mera amenaza de la fuerza. Filipo sin duda tenía la intención de resolver la guerra incluso antes de que los tesalios y los tebanos le pidieran que lo hiciera, y los términos en los que se concluyó la guerra fueron, presumiblemente, los que él hubiera deseado; llegar a una paz separada con Atenas fue una ventaja. Filipo, a través de su pertenencia al Consejo Anfictiónico, estaba ahora legitimado como un "verdadero" griego; y por el prestigio que había ganado por su piadosa conducta en nombre de Apolo, y por su fuerza militar, era ahora el líder de facto de las ciudades-estado griegas. Simon Hornblower sugiere que Filipo fue el único verdadero vencedor de la Guerra Sagrada. Además, la dominación de Filipo en el norte de Grecia y el norte del Egeo era ya casi completa, después de su éxito en la guerra de Olinto y su subyugación de Cersobleptes. Diodoro resume los logros de Filipo en el 346 a. C.:

Filipo regresó a Macedonia, no sólo habiendo ganado una reputación de piedad y un magnífico generalato, sino también habiendo hecho considerables preparativos para el aumento de poder que estaba destinado a ser suyo. Porque deseaba ser nombrado comandante en jefe de Grecia y hacer la guerra contra los persas.

- Diodoro Sículo

Ha habido mucho debate entre los historiadores sobre los motivos y objetivos de Filipo en el 346 a. C., con especial atención a Atenas. Aunque Filipo había hecho la paz y la alianza con Atenas antes de la resolución de la Guerra Sagrada, no le enviaron las tropas que pidió bajo los términos de la alianza. Aunque estas tropas no eran necesarias en última instancia por Filipo, el incumplimiento ateniense de los términos le dio a Filipo motivos razonables para la guerra. Sin embargo, incluso en posesión de las Termópilas, no hizo ningún movimiento hostil hacia Atenas y evitó que el Consejo Anfictiónico impusiera un castigo a Atenas. ¿Por qué fue tan indulgente con Atenas? Cawkwell sugiere que Filipo ya estaba empezando a contemplar una campaña contra Persia en el 346 a. C., como sugirió Diodoro, para lo cual deseaba el uso de la poderosa armada ateniense; de ahí su petición de alianza, y su continua paciencia con Atenas. Esto también puede proporcionar otra explicación para el uso del Consejo Anfictiónico por parte de Filipo para resolver formalmente la Guerra Sagrada; si iba a hacer campaña en Asia, necesitaba que Grecia fuera pacífica, y una paz impuesta a través de una organización pangriega (respaldada con la amenaza de la intervención macedonia), tenía más probabilidades de éxito que una impuesta directamente por Macedonia.

## Reorganización de Macedonia (345–342 a.C.)

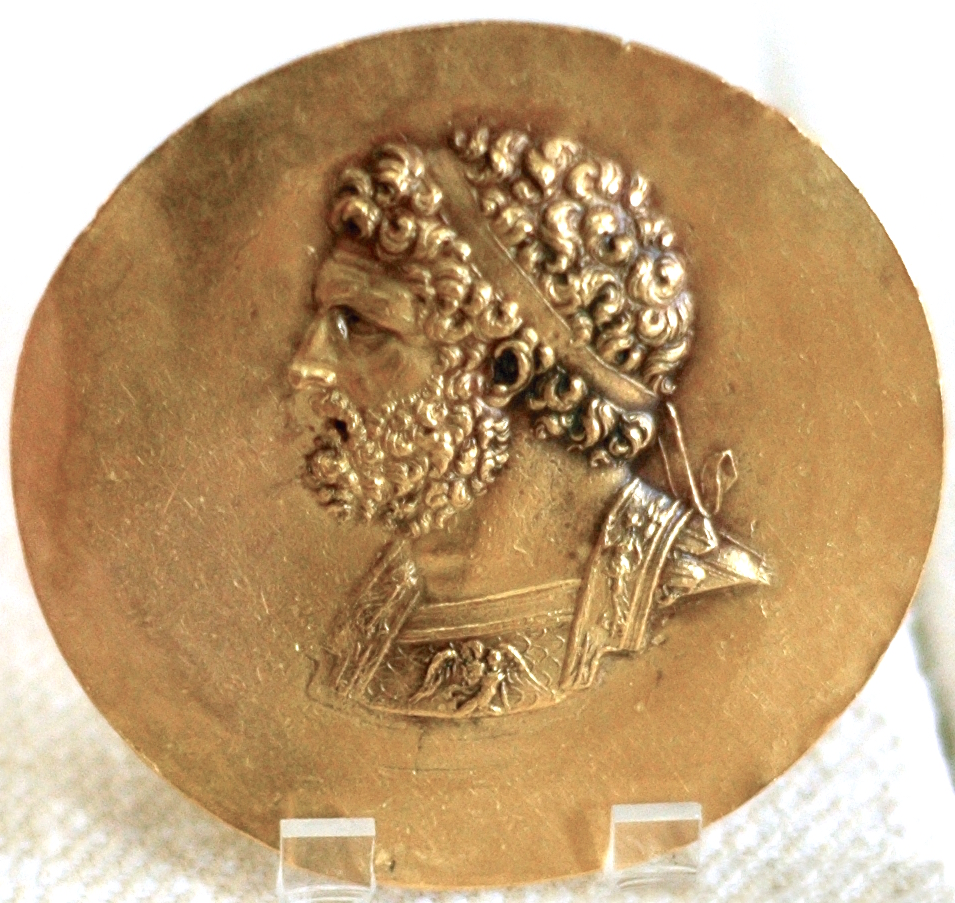
Niketerion (medallón de la victoria) con la efigie del rey Filipo II de Macedonia,, probablemente acuñado durante el reinado del emperador romano Severo Alejandro.

Al año siguiente, Filipo volvió a reestructurar Macedonia. Justino informa de que, tras regresar a Macedonia, comenzó a trasladar parte de la población a nuevos lugares, en particular reforzando las ciudades de Macedonia, probablemente para aumentar la seguridad de la población y fomentar el comercio; Alejandro Magno recordaría más tarde que su padre había llevado "a los macedonios de las colinas a las llanuras".

### Iliria (345 a.C.)
Filipo entonces hizo una campaña contra los ilirios, en particular contra Pleurato, cuyo reino taulantio probablemente se encontraba a lo largo del río Drin en la Albania moderna y fue la principal potencia independiente de Iliria después de la derrota de Grabo. Durante la campaña, Filipo sufrió un golpe en la tibia y solo se salvó de la muerte gracias a la valentía de su caballería de élite, 150 de los cuales resultaron heridos en el proceso. Filipo no hizo campaña en el año 344 o 343 a. C., lo que pudo deberse a los efectos de esta grave lesión. En su lugar, Filipo se contentó con reorganizar Tesalia en el año 344 a. C., restableciendo el antiguo sistema de administración cuádruple "Tetrarca".
Después de la campaña, la tribu de los dardanios, gobernada por el hijo de Bardilis, Clito, fue vasalla de Filipo. Los grabeos previamente derrotados, así como quizás los ardieos y los autariatas suelen ser considerados también vasallos de Filipo, aunque las pruebas son débiles. Los taulantios fueron probablemente expulsados de la zona fronteriza de Dasarecia, pero después de la dura batalla contra Filipo permanecieron independientes en la costa jónica.

### Molosia y Casopia (342 a.C.)
El reino moloso de Epiro había sido un importante aliado de Macedonia desde el 350 a. C., cuando Filipo tomó como rehén al sobrino del rey Arribas, Alejandro. Durante este tiempo en la corte, Alejandro (hermano de la esposa de Filipo, Olimpia), se había convertido en un admirador de Filipo, por lo que Filipo decidió reemplazar a Arribas por Alejandro. La fecha exacta en que esto ocurrió no está clara; Cawkwell sugiere que ocurrió a principios del 342 a. C., cuando Alejandro tendría 20 años, como preludio a su campaña tracia. Arribas se exilió en Atenas, donde se le prometió ayuda para recuperar su reino; sin embargo, Alejandro permanecería en el trono (y leal a Filipo) hasta su muerte en el 334 a. C. Ciertamente, Filipo hizo campaña contra los epirotas de Casopia a principios del 342 a. C., tomando el control de tres ciudades costeras (Pandosia, Elatria y Buqueta) para asegurar las regiones meridionales de su reino.

## Tracia (342-340 a.C.)
Aproximadamente en junio del 342 a. C., Filipo emprendió lo que debió ser una expedición a Tracia planeada desde hacía mucho tiempo. La campaña iba a durar dos años, pero aparte de que sus fuerzas eran grandes, y que luchó en varias batallas, las fuentes antiguas contienen muy pocos detalles. Sin duda, el objetivo principal de Filipo era deponer de una vez por todas a Cersobleptes, que según Diodoro había causado problemas a los griegos en el Quersoneso. Filipo terminó la campaña casándose con Meda de Odesa, hija de un rey de los getas, lo que ha sido tomado como una sugerencia de que Filipo hizo campaña no solo en Tracia, sino en el valle del Hebro, y al norte de la cordillera de los Grandes Balcanes, cerca del Danubio.
Durante la campaña, Filipo fundó varias ciudades, en particular Filipópolis en el sitio del antiguo fuerte tracio de Eumolpia (la moderna Plovdiv, Bulgaria). Se recaudó el diezmo de los tracios, y es posible que en ese momento se haya establecido el nuevo puesto de "general a cargo de Tracia", cuya función era ser gobernador de una nueva provincia macedonia de Tracia. Al norte de esta región pacificada, los tracios quedaron en su mayoría independientes, bajo sus propios reyes, que estaban sometidos a Filipo. Cawkwell califica esta prolongada campaña como uno de los mayores logros de Filipo, dado el terreno y las severas condiciones invernales.

## Perinto y Bizancio (340-339 a.C.)
Al final de su campaña tracia, Filipo se dirigió contra la ciudad de Perinto, que antes había sido su aliada. Diodoro dice que esto fue porque la ciudad había comenzado a oponerse a él, y a favorecer a los atenienses; sin embargo, en las fuentes atenienses no hay ninguna indicación de que este fuera el caso. Una posible explicación es que Perinto se negó a enviar ayuda a Filipo durante la campaña de los tracios y por eso decidió atacarla. En cualquier caso, como Perinto era una ciudad griega, las acciones de Filipo dieron a los atenienses la excusa que buscaban para alterar la paz que Filipo había logrado en Grecia, iniciando así una nueva fase de las guerras.
Otro punto de conflicto puede haber sido Tasos y la piratería del norte del Egeo. El debilitamiento de la hegemonía naval de Atenas y el uso de corsarios en la última guerra habían provocado un resurgimiento de la piratería. La marina de Filipo había ocupado la pequeña isla de Haloneso en el norte del Egeo tras expulsar a los piratas que se habían apoderado de la isla. Su retorno durante la paz de Filócrates había sido una reivindicación diplomática del orador Hegesipo, partidario de Demóstenes. En general, el partido antimacedonio había permitido o promovido el uso de la isla de Tasos, frente a las costas macedonias y tracias, como puerto seguro para los piratas. Los atenienses también hicieron un uso similar de otras islas y puertos de Tracia. La política interna de la isla se dividió entre los partidos pro y antiatenienses, y sus intereses continentales fueron tomados por Filipo durante sus primeras conquistas. Demóstenes se refiere a Tasos como independiente en 340 pero las referencias subsecuentes a Tasos han sido interpretadas por eruditos como Rubensohn como sugiriendo que podría haber caído en manos de Filipo en 340-338.

### Ruptura de la paz

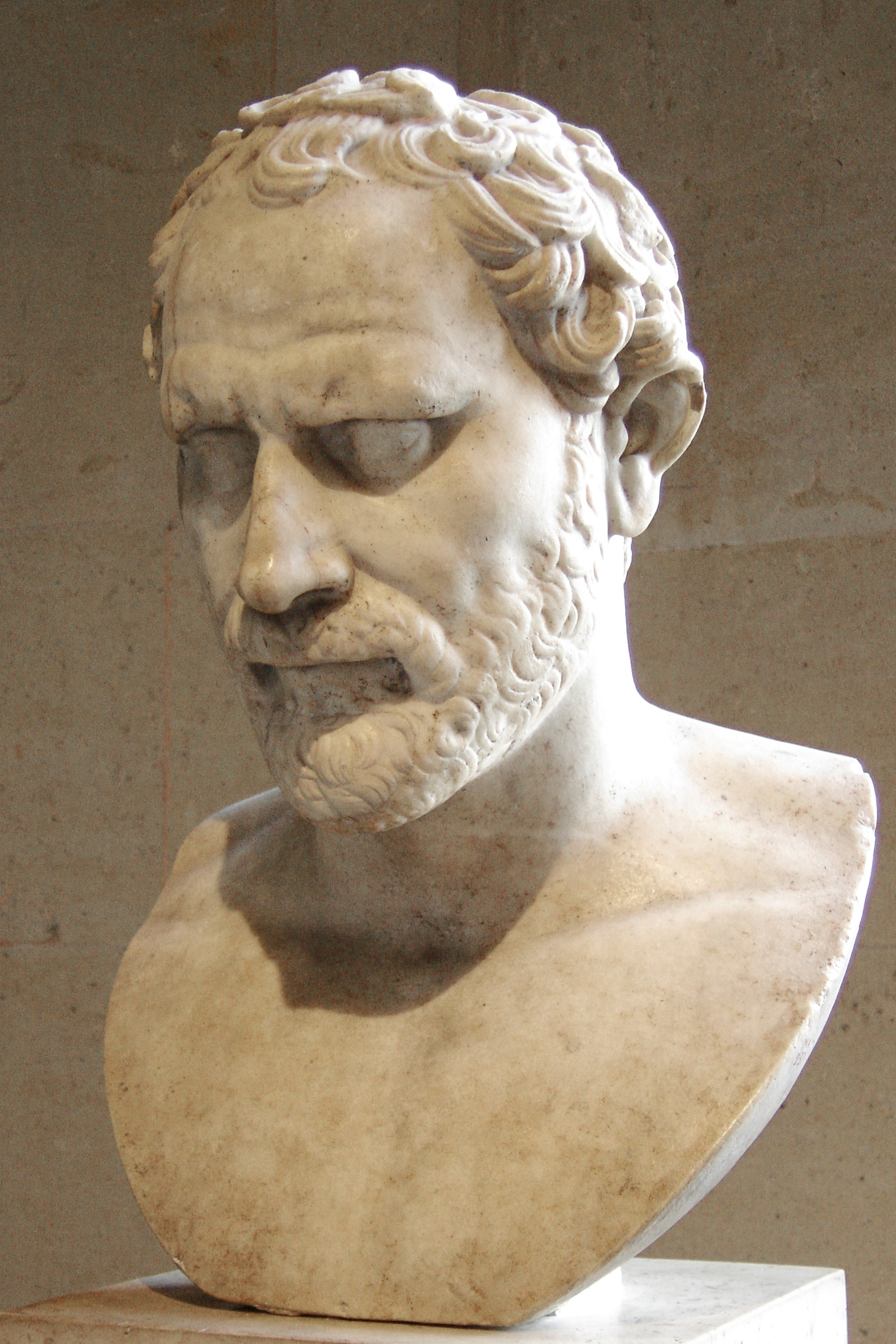
Busto del político ateniense Demóstenes

Aunque Demóstenes había sido el principal arquitecto de la Paz de Filócrates, casi tan pronto como se hizo, deseaba deshacerse de ella. Durante los siguientes años, Demóstenes se convirtió en líder del "partido de la guerra" en Atenas, y en cada oportunidad buscó socavar la paz: "Su método era simple y efectivo. Siguió martillando las falsedades hasta que suficientes atenienses llegaron a creerlas." Demóstenes creía que todos los éxitos de Filipo se debían a su soborno y corrupción de los griegos, una opinión que, aunque hay pocas pruebas de ello, se convirtió en algo común hasta que fue reexaminada por los historiadores modernos. Por otra parte, también había un importante sentimiento en Atenas, dirigido por Esquines, de que la paz debía mantenerse y desarrollarse.
Desde el 343 a. C. en adelante, para intentar perturbar la paz, Demóstenes y sus seguidores utilizaron cada expedición y acción de Filipo para argumentar que estaba rompiendo la paz. Finalmente, en el 341 a. C, las cosas empezaron a llegar a un punto crítico. Atenas envió nuevos colonos a las cleruquías del Quersoneso bajo el mando de Diopites, que procedieron a arrasar el territorio de Cardia, un aliado de Filipo. Por lo tanto, Filipo escribió a los atenienses para exigirles que desistieran, pero en su discurso 'Sobre el Quersoneso', Demóstenes persuadió a los atenienses de que, puesto que Atenas estaba efectivamente en guerra con Filipo de todos modos, no había necesidad de hacer lo que Filipo pedía; por lo tanto, Diopites seguía causando problemas en Tracia. Entonces, en la Tercera filípica de aproximadamente mayo del 341 a. C., Demóstenes acusó a Filipo de romper la paz al intervenir en los asuntos de Eubea. Finalmente, en la Cuarta Filípica pronunciada más tarde en el 341 a. C., Demóstenes argumentó que Atenas debía enviar una embajada al rey persa, pidiendo dinero para una próxima guerra con Macedonia. La embajada fue enviada, para enojo de Filipo, pero fue rechazada por los persas.

### Perinto
En este contexto, Filipo inició el asedio de Perinto en julio del 340 a. C. Perinto ocupaba una posición fuerte en una colina que se elevaba a 56 metros, con su propio puerto. Filipo no tenía una flota lo suficientemente grande como para bloquear el puerto, lo que significaba que Perinto podía ser abastecida desde fuera; por lo tanto, Filipo tendría que asaltar la ciudad. Los ingenieros de Filipo construyeron torres de asedio (algunas supuestamente de 80 codos de altura), arietes y minas para el asalto, y en poco tiempo, una sección de la muralla se rompió. Sin embargo, luchar cuesta arriba a través de la ciudad resultó difícil, con los anillos de las casas proporcionando líneas de defensa improvisadas para los perintios. La ayuda, tanto material como militar, comenzó a llegar a Perinto; el rey persa ordenó a sus sátrapas en la costa de Asia Menor que enviaran dinero, comida y armas a la ciudad, mientras que los bizantinos enviaron un cuerpo de soldados y sus mejores generales.

### Bizancio
Las acciones de los bizantinos significaron que ellos también estaban en guerra con Filipo. Continuó el asedio de Perinto, pero ahora (septiembre) envió la mitad de su ejército para asediar a Bizancio. Bizancio era una ciudad más importante para Filipo, debido a su control del Bósforo. 

Sí que le importaba. Los barcos de maíz en su camino a Atenas por el Bósforo aún podían ser transportados más allá de la ciudad, pero aún así, existía el peligro de una grave interrupción. Dada una flota moderada, quien controlara [Bizancio] podría causar la mayor alarma en Atenas.George Cawkwell

Demóstenes estaba decidido a impedir la captura de la ciudad, y envió una embajada a Bizancio, que acordó formar una alianza con Atenas. El general ateniense Cares ya estaba en las cercanías con 40 barcos, y fue enviado para apoyar a Bizancio; además, los otros aliados de Bizancio, Quíos, Rodas y Cos, también enviaron ayuda a la ciudad. Como todavía no controlaba los mares, Filipo ya se enfrentó a la difícil tarea de asediar a Bizancio, dificultada aún más por el apoyo exterior. Una vez más, los ingenieros de Filipo se pusieron a trabajar, y abrieron una brecha; se realizó un asalto nocturno, pero fue rechazado. Frustrado en los dos asedios, Filipo perdió ahora la paciencia con los atenienses, y les escribió, declarándoles la guerra. En Atenas, Demóstenes propuso que los atenienses respondieran declarando la guerra a Filipo; la moción fue aprobada, y la tablilla de piedra que registraba la paz de Filócrates fue destruida. Los atenienses prepararon otra flota bajo el mando de Foción, y la enviaron a Bizancio.
El primer acto de esta nueva guerra fue la toma por parte de Filipo de 230 barcos cargados de grano que habían estado esperando en el otro lado del Bósforo para ser transportados por Cares más allá de Bizancio. Usó el grano para sus propios suministros y las maderas de los barcos para construir máquinas de asedio. Sin embargo, lo que pasó en los siguientes meses no está claro; aunque a juzgar por las actividades de Filipo en el 339 a. C., no puede haber pasado más de tres meses asediando a Bizancio. Las murallas de Bizancio eran muy altas y fuertes, y la ciudad estaba llena de defensores, y bien abastecida por mar; por lo tanto es posible que Filipo abandonara el asedio, en lugar de perder el tiempo y los hombres tratando de asaltarla. Los griegos vieron esto, y el abandono del asedio de Perinto, como una gloriosa victoria. Los motivos de Filipo son tan poco claros como siempre; Cawkwell sugiere que, como ahora estaba en guerra con Atenas, decidió ir directamente a la raíz del problema, en lugar de detenerse en Bizancio.

## Las campañas finales de Filipo (339–338 a.C.)

### Escitia
Como preludio a su planeada campaña en Grecia, Filipo hizo campaña en el invierno del 339 a. C., contra los escitas que vivían al sur del Danubio, cerca de la desembocadura del río (en Dobruja). Los derrotó en la batalla, tomando muchos cautivos, y construyó una estatua de Heracles para conmemorar su victoria. Luego marchó a través del territorio de tribalios en una demostración de fuerza, que probablemente se encontraba río arriba a lo largo del curso del Danubio. Durante una escaramuza, fue gravemente herido en la pierna cuando una lanza pasó a través de ella y mató al caballo que estaba montando. La recuperación de esta herida puede haber retrasado la campaña de Filipo en Grecia, ya que no partió hasta el otoño del 339 a. C.

### Cuarta guerra sagrada
La campaña de Filipo en Grecia se vinculó con una cuarta guerra sagrada. Los ciudadanos de Anfisa en Lócrida Ozolia habían comenzado a cultivar la tierra sagrada de Apolo en la llanura de Crisa al sur de Delfos; después de algunas disputas internas el Consejo Anfictiónico decidió declarar una guerra sagrada contra Anfisa. Un delegado de Tesalia propuso que Filipo fuera nombrado líder de las fuerzas de los anfictiones, lo que le dio a Filipo un pretexto para hacer campaña en Grecia; sin embargo, es probable que Filipo hubiera seguido adelante con su campaña de todos modos.

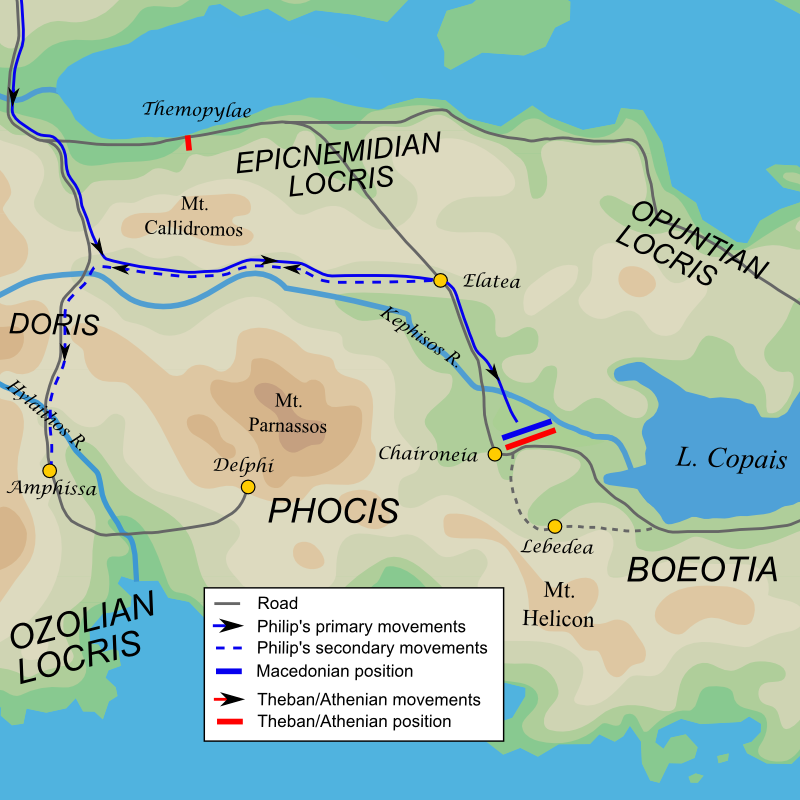
Mapa que muestra los movimientos de Filipo durante el 339-338 a. C.

A principios del 339 a. C, los tebanos habían tomado la ciudad de Nicea cerca de las Termópilas, que Filipo había dotado de una guarnición en el 346 a. C. Filipo no parece haber tratado esto como una declaración de guerra, pero sin embargo le presentó un problema significativo, puesto que la ruta principal hacia Grecia quedaba bloqueada. Sin embargo, una segunda ruta hacia el centro de Grecia estaba disponible. En el 480 a. C., durante la Batalla de las Termópilas, el rey persa Jerjes había enviado a su ejército a través de una pista de montaña (la senda Anopea) para flanquear el paso. Desde esta pista, en el lado occidental del monte Calídromo, otro camino salía y descendía hacia Fócida. En el 480 a. C., mil soldados focidios se apostaron en las Termópilas para vigilar el camino y evitar un asalto persa a Fócida (aunque no lograron evitar que los persas utilizaran la "Anopea"). Sin embargo, en el 339 a. C., los griegos habían olvidado la existencia de este camino, o creían que Filipo no lo usaría; la subsiguiente falta de vigilancia de este camino permitió a Filipo entrar en el centro de Grecia sin obstáculos.
El tratamiento relativamente indulgente de Filipo a los focidios en el 346 a. C. ahora dio sus frutos. Al llegar a Elatea, ordenó que la ciudad fuera repoblada, y durante los siguientes meses toda la confederación fócida fue restaurada a su estado anterior. Esto proporcionó a Filipo una base en Grecia, y nuevos y agradecidos aliados en los focidios. Filipo probablemente llegó a Fócida en noviembre del 339 a. C., pero la fase decisiva de la campaña no se produjo hasta agosto del 338 a. C. Durante este período Filipo cumplió su responsabilidad con el Consejo Anfictiónico resolviendo la situación en Anfisa. Engañó a una fuerza de 10.000 mercenarios que custodiaban el camino de Fócida a Anfisa para que abandonaran sus puestos, luego tomó Anfisa y expulsó a sus ciudadanos, entregándola a Delfos. Probablemente también se involucró en intentos diplomáticos para tratar de evitar más conflictos en Grecia, aunque si es así, no tuvo éxito. El Consejo Anfictiónico decidió celebrar una sesión especial dos o tres meses después. Los atenienses y los tebanos no enviaron representantes a este consejo.

### Alianza entre Atenas y Tebas
Cuando llegó la noticia de que Filipo estaba en Elatea, a solo tres días de marcha, hubo pánico en Atenas. En lo que Cawkwell describe como su momento de mayor orgullo, solo Demóstenes aconsejó contra la desesperación, y propuso que los atenienses buscaran una alianza con los tebanos; su decreto fue aprobado, y fue enviado como embajador. Filipo también había enviado una embajada a Tebas, pidiendo que los tebanos se unieran a él, o al menos le permitieran pasar por Beocia sin obstáculos. Como los tebanos no estaban aún formalmente en guerra con Filipo, podrían haber evitado el conflicto por completo. Sin embargo, a pesar de la proximidad de Filipo, y su tradicional enemistad con Atenas, eligieron aliarse con los atenienses, en la causa de la libertad de Grecia. El ejército ateniense ya había sido enviado anticipadamente en dirección a Beocia, y por lo tanto pudo unirse a los tebanos a los pocos días de acordarse la alianza.
Los detalles de la campaña que condujo a la decisiva batalla de Queronea son casi completamente desconocidos. Presumiblemente se impidió a Filipo entrar en Beocia por el monte Helicón, como lo habían hecho los espartanos en el período previo a la batalla de Leuctra, o por cualquiera de los otros pasos de montaña. Ciertamente hubo algunas escaramuzas preliminares; Demóstenes alude a una "batalla de invierno" y "batalla en el río" en sus discursos, pero no se conservan otros detalles. Finalmente, en agosto del 338 a. C., el ejército de Filipo marchó directamente por el camino principal de Fócida a Beocia, para asaltar al ejército aliado griego que defendía el camino en Queronea.

### La batalla de Queronea

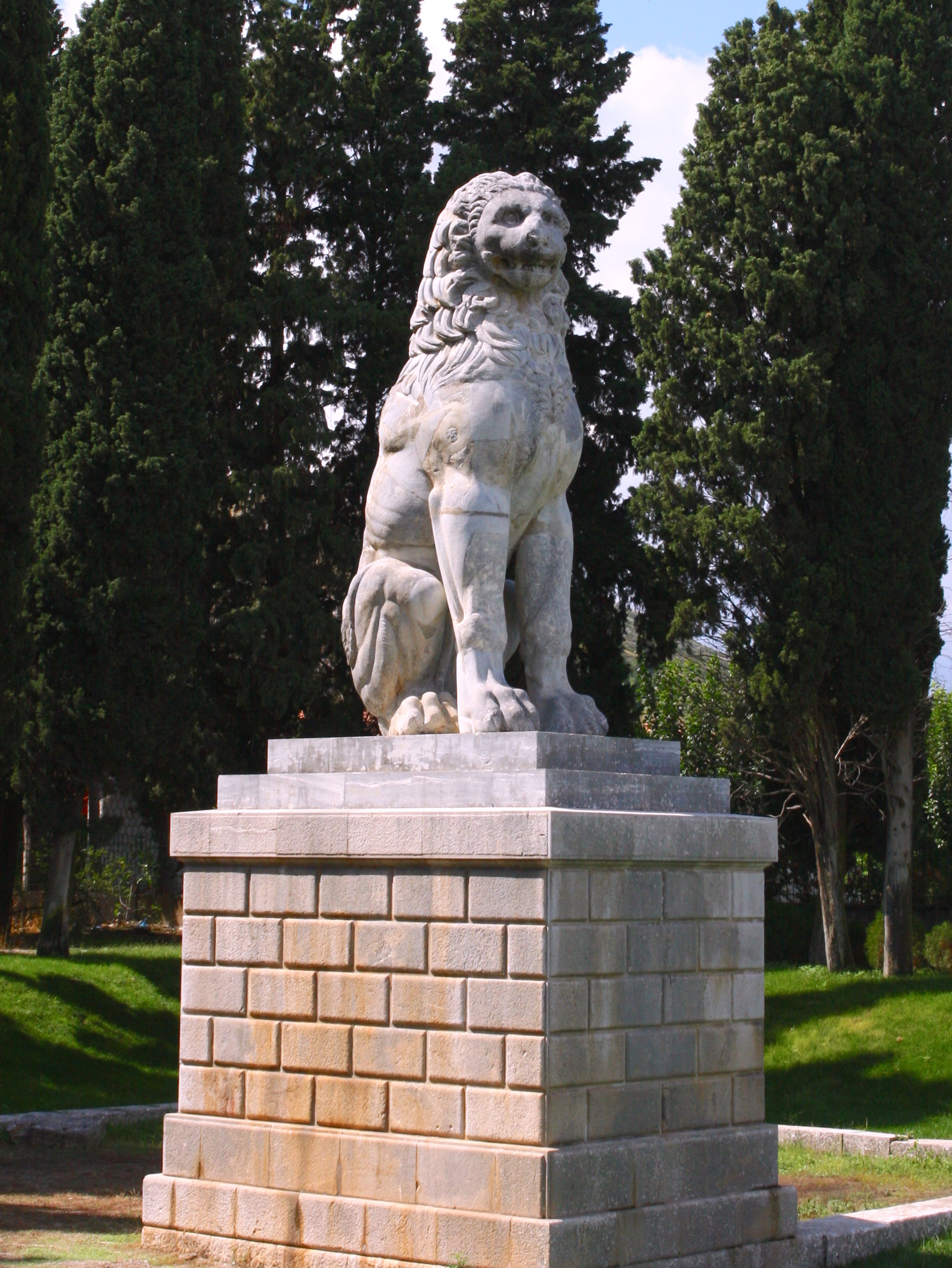
El León de Queronea, erigido por los tebanos para honrar a los muertos de la Batalla de Queronea (338 a. C.), descrito por el antiguo geógrafo Pausanias y descubierto por el arquitecto británico George Ledwell Taylor a principios del.

El ejército griego aliado había tomado una posición cerca de Queronea, sobre el camino principal. En el flanco izquierdo, la línea griega aliada se extendía a través de las colinas del monte Turión, bloqueando el camino lateral que llevaba a Lebadea, mientras que a la derecha, la línea se apoyaba en el río Cefiso, cerca de una estribación del monte Action. El ejército griego aliado incluía contingentes de Acaya, Corinto, Calcis, Epidauro, Mégara y Trecén, con la mayoría de las tropas abastecidas por Atenas y Tebas, convirtiéndose así en un ejército de ciudades aliadas del sur de Grecia, que habían sido tradicionalmente autogobernadas durante siglos. El contingente ateniense estaba liderado por los generales Cares y Lisicles, y los tebanos por Teágenes. Ninguna fuente proporciona números exactos del ejército griego aliado; la visión moderna es que los números griegos aliados eran aproximadamente iguales a los de los macedonios, que según Diodoro eran aproximadamente 30 000 de infantería y 2000 de caballería. Filipo tomó el mando del ala derecha del ala macedonia y puso a su hijo Alejandro (el futuro Alejandro Magno), de 18 años, al mando del ala izquierda, acompañado por un grupo de generales experimentados de Filipo.
Los detalles de la batalla en sí son escasos, con Diodoro como único relato formal. Él dice que "una vez que se unieron, la batalla fue muy disputada durante mucho tiempo y muchos cayeron en ambos lados, por lo que durante un tiempo la lucha permitió las esperanzas de victoria a ambos." Luego relata que el joven Alejandro, "su corazón se puso a mostrar a su padre sus proezas" logrando romper la línea griega aliada con la ayuda de sus compañeros, y finalmente puso en fuga a la derecha griega aliada; mientras tanto, Filipo avanzó en persona contra la izquierda griega aliada y también la puso en fuga. Este breve relato puede ser completado, si se cree en las anécdotas de Polieno relacionadas con la batalla (encontradas en su obra Estratagemas). Los relatos de Polieno han llevado a algunos historiadores modernos a proponer provisionalmente la siguiente síntesis de la batalla. Después de que el enfrentamiento general estuviera en marcha durante algún tiempo, Filipo hizo que su ejército realizara una maniobra de giro, con el ala derecha retirándose, y toda la línea girando alrededor de su centro. Al mismo tiempo, girando hacia adelante, el ala izquierda macedonia atacó a los tebanos de la derecha griega aliada y abrió un agujero en la línea griega aliada. En la izquierda griega aliada, los atenienses siguieron a Filipo, su línea se estiró y se desordenó; los macedonios entonces se volvieron, atacaron y derrotaron a los cansados e inexpertos atenienses. El ala derecha griega aliada sufrió la acometida de las tropas macedonias bajo el mando de Alejandro y también fue derrotada, lo que puso fin a la batalla. Diodoro dice que más de 1000 atenienses murieron en la batalla, con otros 2000 prisioneros, y que los tebanos tuvieron unas bajas similares. Cawkwell sugiere que esta fue una de las batallas más decisivas de la historia antigua.

## Asentamiento de Grecia y la Liga de Corinto (337–336 a.C.)
Después de Queronea, los registros muestran intentos desesperados en Atenas y Corinto para reconstruir sus murallas, mientras se preparaban para que Filipo las sitiara. Sin embargo, Filipo no tenía intención de asediar ninguna ciudad, ni tampoco de conquistar Grecia. Siendo él mismo griego, quería que el resto de los griegos fueran sus aliados en su campaña contra los persas, y quería dejar a una Grecia estable en su retaguardia cuando fuera a la campaña; por lo tanto, seguir luchando era contrario a sus objetivos. Filipo marchó primero contra Tebas, que se rindió a él; expulsó a los líderes de Tebas que se le habían opuesto, reasentó a los tebanos pro-macedonios que habían sido exiliados anteriormente, e instaló una guarnición macedonia. También ordenó que las ciudades beocias de  Platea y Tespias, que Tebas había destruido en conflictos anteriores, fueran refundadas. En general, Filipo trató a los tebanos con severidad, haciéndoles pagar por el regreso de sus prisioneros, e incluso por enterrar a sus muertos; sin embargo, no disolvió la Liga Beocia.
Por el contrario, Filipo trató a Atenas con mucha indulgencia; aunque la Segunda Liga ateniense se disolvió, se permitió a los atenienses mantener su colonia en Samos, y sus prisioneros fueron liberados sin rescate. Los motivos de Filipo no están del todo claros, pero una explicación probable es que esperaba utilizar la marina ateniense en su campaña contra Persia, ya que Macedonia no poseía una flota sustancial; por lo tanto, necesitaba mantenerse en buenos términos con los atenienses. Filipo también hizo las paces con los otros combatientes, Corinto y Calcis, que controlaban importantes lugares estratégicos; ambos recibieron guarniciones macedonias. Luego se dirigió a tratar con Esparta, que no había participado en el conflicto, pero que probablemente aprovecharía el estado debilitado de las otras ciudades griegas para intentar atacar a sus vecinos del Peloponeso. Los espartanos rechazaron la invitación de Filipo a participar en las discusiones, así que Filipo arrasó Laconia, pero no atacó a la propia Esparta.

### Liga de Corinto
Parece que Filipo se desplazó por Grecia en los meses posteriores a la batalla, haciendo la paz con los estados que se le oponían, tratando con los espartanos e instalando guarniciones; sus movimientos también sirvieron probablemente como demostración de fuerza a las otras ciudades, para que no se le opusieran. A mediados del año 337 a. C., parece que acampó cerca de Corinto, e inició los trabajos para establecer una liga de las ciudades-estado griegas, que garantizaría la paz en Grecia, y proporcionaría a Filipo asistencia militar contra Persia. El resultado, la Liga de Corinto, se formó en la segunda mitad del año 337 a. C. en un congreso organizado por Filipo. Todos los estados firmaron la liga, con la excepción de Esparta. Los principales términos de la concordia fueron que todos los miembros se aliaron entre sí y con Macedonia, y que a todos los miembros se les garantizó la libertad de navegación y la ausencia de injerencia en los asuntos internos. Filipo y las guarniciones macedonias instaladas en Grecia actuarían como "guardianes de la paz". A instancias de Filipo, el sínodo de la Liga declaró la guerra a Persia, y eligió a Filipo como estratego para la próxima campaña.

## Guerra con Persia y muerte de Filipo (336 a.C.)

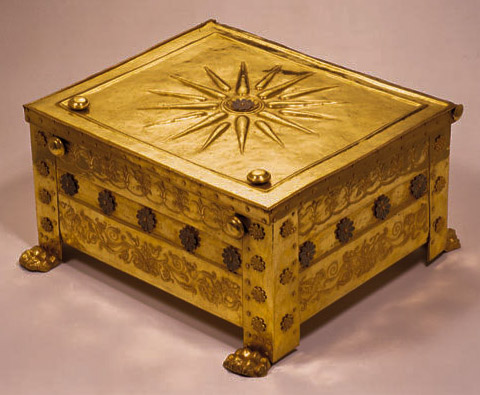
Larnax de oro donde se depositaron los restos de Filipo II de Macedonia en Vergina (Egas).

En el 336 a. C., mientras la invasión de Persia estaba en su fase inicial, Filipo fue asesinado en Egas por el capitán de sus guardaespaldas, Pausanias, mientras asistía a la boda de la hija que había tenido con Olimpia, Cleopatra, con el hermano de Olimpia (y el tío de Cleopatra) Alejandro I de Epiro. El hijo de Filipo —que también había tenido con Olimpia—, Alejandro III, fue proclamado rey por el  macedonio y por los nobles macedonios.

## Campañas de los años posteriores (dirigidas por Alejandro Magno)

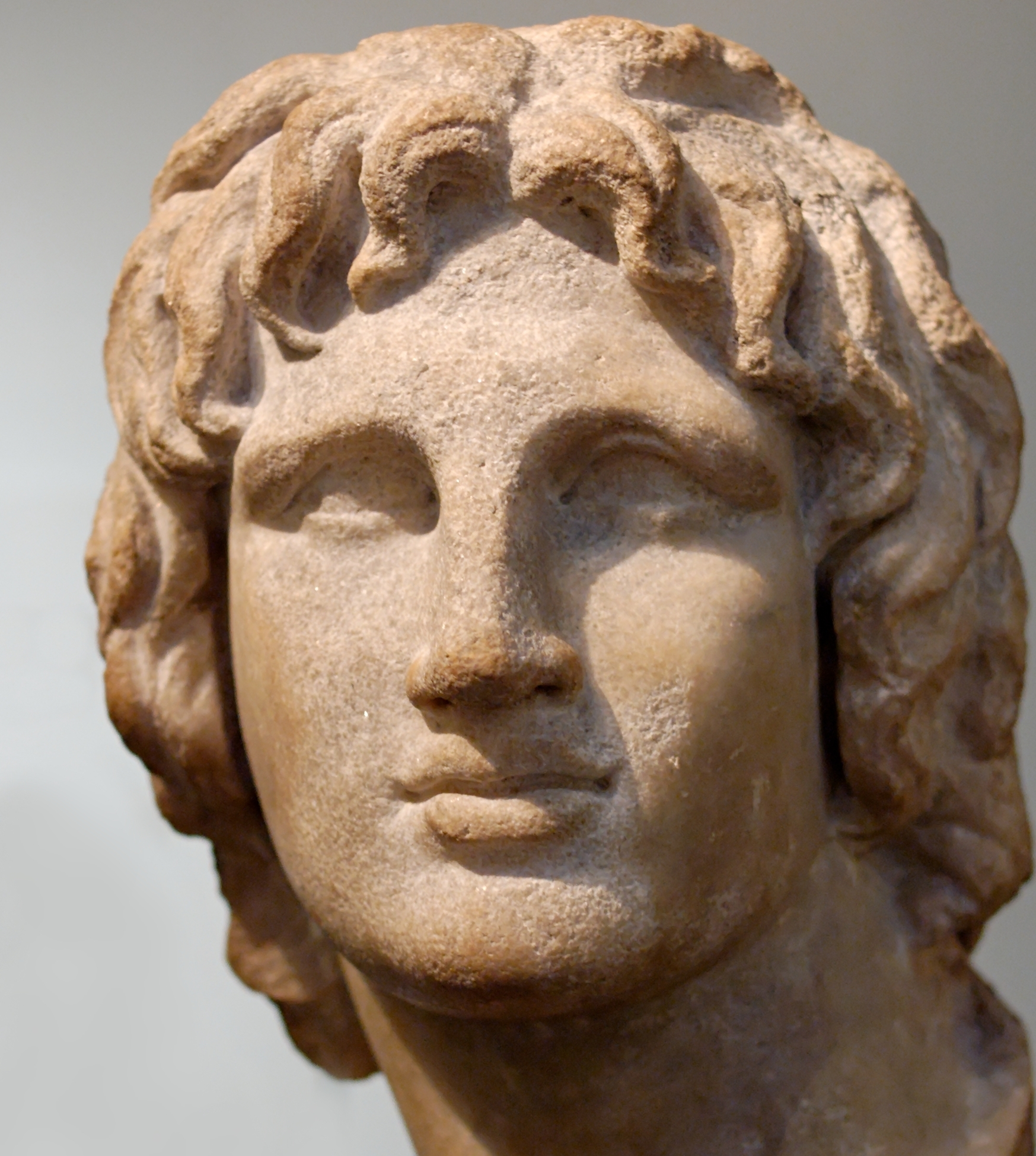
Busto de un joven Alejandro Magno del período helenístico, Museo Británico

Alejandro comenzó su reinado haciendo que sus potenciales rivales al trono fueran asesinados. Hizo que ejecutaran a su primo, Amintas IV, así como que mataran a dos príncipes macedonios de la región de Lincestis, mientras que el tercero, Alejandro de Lincéstide, se salvó. Olimpia hizo asesinar a Cleopatra Eurídice y a la hija que había tenido con Filipo, Europa. Cuando Alejandro se enteró de esto, se puso furioso con su madre. Alejandro también ordenó el asesinato de Atalo, que estaba al mando de la avanzadilla del ejército en Asia Menor. Atalo se comunicó con Demóstenes sobre la posibilidad de desertar a Atenas. Independientemente de si Atalo tenía la intención de desertar, ya había insultado severamente a Alejandro, y habiendo acabado de asesinar a la hija y los nietos de Atalo, Alejandro probablemente sintió que Atalo era demasiado peligroso para dejarlo con vida. Alejandro perdonó la vida a su hermanastro Arrideo, que estaba, según todos los indicios, algo incapacitado mentalmente, posiblemente como resultado del envenenamiento por Olimpia.
La noticia de la muerte de Filipo provocó la revuelta de muchos estados, incluyendo Tebas, Atenas, Tesalia y las tribus tracias al norte de Macedonia. Cuando las noticias de las revueltas en Grecia llegaron a Alejandro, reaccionó rápidamente. Aunque sus asesores le aconsejaron que usara la diplomacia, Alejandro reunió la caballería macedonia de 3.000 hombres y cabalgó hacia el sur, hacia Tesalia, la vecina de Macedonia al sur. Cuando encontró al ejército de Tesalia ocupando el paso entre el monte Olimpo y el monte Osa, hizo que los hombres cabalgaran sobre el monte Osa. Cuando los tesalios despertaron al día siguiente, encontraron a Alejandro en su retaguardia, y se rindieron rápidamente, añadiendo su caballería a la fuerza de Alejandro, mientras cabalgaba hacia el Peloponeso. Alejandro se detuvo en las Termópilas, donde fue reconocido como el líder de la Liga Anfictiónica antes de dirigirse al sur hacia Corinto. Atenas pidió la paz y Alejandro recibió al enviado y perdonó a todos los involucrados en el levantamiento. En Corinto, se le dio el título de "Hegemón", y como Filipo, fue nombrado comandante de la próxima expedición contra Persia.

### Campaña de los Balcanes
Antes de cruzar a Asia, Alejandro quería salvaguardar sus fronteras del norte; en la primavera del 335 a. C., avanzó para suprimir varias aparentes revueltas. Partiendo de Anfípolis, fue primero hacia el este al país de los "Tracios Independientes", y en los Balcanes, el ejército macedonio atacó y derrotó a un ejército tracio que se encontraba en las alturas. Los macedonios marcharon hacia el país de los tribalios, y procedieron a derrotar al ejército tribalio cerca del río Ligino, afluente del Danubio. Alejandro avanzó durante tres días hacia el Danubio, encontrándose con la tribu de los getas en la orilla opuesta. Sorprendiendo a los getas al cruzar el río por la noche, obligó al ejército de los getas a retirarse después de la primera escaramuza de la caballería, dejando su ciudad al ejército macedonio. Entonces llegó a Alejandro la noticia de que Clito de Iliria, rey de Iliria, y el rey Glaucias de los taulantios estaban en abierta revuelta contra la autoridad macedonia. Marchando hacia el oeste en Iliria, Alejandro derrotó a ambos, y obligó a Clito y Glaucias a huir con sus ejércitos, dejando a Alejandro las fronteras del norte seguras.
Mientras hacía una campaña triunfal en el norte, el rumor de su muerte hizo que los tebanos y atenienses se rebelaran una vez más contra la hegemonía macedonia. Alejandro reaccionó de inmediato pero, mientras las otras ciudades dudaban cuando avanzaba hacia Grecia, Tebas decidió resistir con el máximo vigor. Sin embargo, la resistencia fue inútil, y la ciudad fue capturada y luego arrasada, y su territorio fue dividido entre las otras ciudades de Beocia. El final de  Tebas acobardó a Atenas hasta la sumisión, dejando a toda Grecia al menos en paz con Alejandro. Con los vasallos y aliados de Macedonia de nuevo en paz, Alejandro pudo por fin tomar el control de la guerra estancada con Persia, y a principios del 334 a. C. cruzó con un ejército de 42 000 hombres hacia Asia Menor.

### Campañas de Alejandro en Asia
La campaña de los diez años de Alejandro en Asia, y la conquista macedonia del imperio persa, se convertiría en materia de leyenda. El ejército macedonio hizo campaña en Asia Menor, el Levante, Egipto, Asiria, Babilonia y Persia, ganando notables batallas como las de Gránico, Iso y Gaugamela, antes del colapso final del gobierno de Darío en el 330 a. C. Alejandro se convirtió así en el gobernante de los extensos dominios persas, aunque su dominio sobre la mayor parte del territorio estaba lejos de ser seguro. Alejandro continuó haciendo campaña en Asia central en los años siguientes, antes de cruzar al subcontinente indio. Sin embargo, el ejército macedonio se descontentaba cada vez más y finalmente se amotinó, lo que obligó a Alejandro a dar marcha atrás. Alejandro pasó sus últimos años intentando consolidar su imperio y planificando futuras campañas pero, probablemente agotado por los años de dura campaña, murió en Babilonia en el 323 a. C.

### Antigua
- Esquines - Discursos .
- Arriano - Anábasis de Alejandro.
- Diodoro Siculo - Biblioteca histórica.
- Justino : Epítome de la historia filipina de Pompeyo Trogo.
- Plutarco - Vidas paralelas.
- Polieno - Estratagemas .
- Jenofonte - Helénicas .

### Moderna
- Ashley, J.R. (2004). The Macedonian Empire: The Era of Warfare Under Philip II and Alexander the Great, 359-323 B.C.. McFarland. ISBN 0786419180.
- Bard, Katheryn A. (1999). Encyclopaedia of the Archaeology of Ancient Egypt. New York: Routledge. ISBN 978-1-134-66524-2.
- Bryant, Joseph M. (1996). Moral Codes and Social Structure in Ancient Greece: A Sociology of Greek Ethics from Homer to the Epicureans and Stoics. Albany, NY: State University of New York Press. ISBN 0-7914-3042-1.
- Buckler, John (1989). Philip II and the Sacred War. Leiden: E.J. Brill. ISBN 978-90-04-09095-8.
- Buckley, Terry (1996). Aspects of Greek History, 750–323 BC: A Source-based Approach. London and New York: Routledge. ISBN 0-415-09957-9.
- Cawkwell, George (1978). Philip of Macedon. London, UK: Faber & Faber. ISBN 0-571-10958-6.
- Chamoux, François (2002). Hellenistic Civilization. Oxford, UK: Blackwell Publishing. ISBN 0-631-22241-3.
- Ellis, J.R. (1994). «Macedon and North-west Greece».  En Edwards, I.E.S.; Lewis, D.M.; Boardman, John; Gadd, Cyril John; Hammond, Nicholas; Geoffrey Lemprière, eds. The Cambridge Ancient History 6. Cambridge, UK: Cambridge University Press. pp. 723-759. ISBN 0-521-23348-8.
- Errington, Robert Malcolm (1990). A History of Macedonia. Berkeley and Los Angeles, CA: University of California Press. ISBN 0-520-06319-8.
- Fine, John Van Antwerp (1983). The Ancient Greeks: A Critical History. Cambridge, MA: Harvard University Press. ISBN 0-674-03314-0.
- Fox, Robin Lane (1980). The Search for Alexander. Little Brown & Co. Boston. ISBN 0-316-29108-0.
- Fox, Robin Lane (1986) [1973]. Alexander the Great. New York and London: Penguin Books. ISBN 978-0-14-008878-6.
- Fox, Robin Lane; Fox, Robin J. (2011). Brill's Companion to Ancient Macedon: Studies in the Archaeology and History of Macedon, 650 BC - 300 AD. BRILL. ISBN 9004206507.
- Graham, Alexander John (1999). Colony and Mother City in Ancient Greece. Manchester University Press. ISBN 0719057396.
- Green, Peter (2008). Alexander the Great and the Hellenistic Age. London: Phoenix. ISBN 978-0-7538-2413-9.
- Green, Peter (2006). Diodorus Siculus, Books 11–12.37.1: Greek History 480–431 BC – The Alternative Version. Austin: University of Texas Press. ISBN 0-292-71277-4.
- Griffith, G.T.; Hammond, N. G. L. (1979). A History of Macedonia 2. Oxford.
- Hall, Jonathan M. (2000). Ethnic Identity in Greek Antiquity. Cambridge, UK: Cambridge University Press. ISBN 0-521-78999-0.
- Hamilton, J. R. (1974) [1973]. Alexander the Great. Pittsburgh, PA: University of Pittsburgh Press. ISBN 0-8229-6084-2.
- Hammond, Nicholas Geoffrey Lemprière (2001). Collected Studies: Further Studies on Various Topics. Amsterdam: Hakkert.
- Hammond, Nicholas Geoffrey Lemprière (1993). Studies concerning Epirus and Macedonia before Alexander. Amsterdam: Hakkert.
- Hammond, Nicholas Geoffrey Lemprière (1989). The Macedonian State: Origins, Institutions, and History. Oxford, UK: Clarendon Press. ISBN 0-19-814883-6.
- Hornblower, Simon; Spawforth, Antony; Eidinow, Esther (2012). The Oxford Classical Dictionary. Oxford, UK: Oxford University Press. ISBN 978-0-19-954556-8.
- Hornblower, Simon (2002) [1983]. The Greek World, 479–323 BC. London and New York: Routledge. ISBN 0-415-16326-9.
- Jones, Archer (2001). The Art of War in the Western World. Champaign, IL: University of Illinois Press. ISBN 0-252-06966-8.
- Joint Association of Classical Teachers (1984). The World of Athens: An Introduction to Classical Athenian Culture. Cambridge, UK: Cambridge University Press. ISBN 0-521-27389-7.
- Justinus, Marcus Junianus (2011).  J. C. Yardley, ed. Justin: Epitome of the Philippic History of Pompeius Trogus: Volume II, Books 13–15, the Successors to Alexander the Great (J. C. Yardley, trad.). Clarendon Ancient History Series 2. Oxford: Oxford University Press. ISBN 978-0-19-927759-9.
- King, Carol J. (2017). Ancient Macedonia. Routledge. ISBN 1351710311.
- Levinson, David (1992). Encyclopedia of World Cultures 1. Boston, MA: G.K. Hall. ISBN 978-0-8168-8840-5.
- Lewis, D.M.; Boardman, John (1994). The Cambridge Ancient History: The Fourth Century B.C. (Volume 6). Cambridge, UK: Cambridge University Press. ISBN 978-0-521-23348-4.
- McCarty, Nick (2004). Alexander the Great: The Real-life Story of the World's Greatest Warrior King. Camberwell, Victoria: Viking (Penguin Group Australia). ISBN 0-670-04268-4.
- O'Brien, John Maxwell (1994) [1992]. Alexander the Great: The Invisible Enemy – A Biography. New York and London: Routledge (Taylor & Francis). ISBN 0-415-10617-6.
- Osborne, Robin (2004). Greek History. New York and London: Routledge. ISBN 0-415-31717-7.
- Perlman, Samuel (1973). Philip and Athens. Cambridge, UK: Heffer. ISBN 0-85270-076-8.
- Renault, Mary (2013). The Nature of Alexander the Great. New York: Open Road Integrated Media. ISBN 0-14-139076-X.
- Roy, J. (1994). «Thebes in the 360s B.C.».  En Edwards, I.E.S.; Lewis, D.M.; Boardman, John; Gadd, Cyril John; Hammond, Nicholas; Geoffrey Lemprière, eds. The Cambridge Ancient History: The Fourth Century BC 6. Cambridge, UK: Cambridge University Press. pp. 187-208. ISBN 0-521-23348-8.
- Seager, Robin (1994a). «The Corinthian War».  En Edwards, I.E.S.; Lewis, D.M.; Boardman, John; Gadd, Cyril John; Hammond, Nicholas; Geoffrey Lemprière, eds. The Cambridge Ancient History: The Fourth Century BC 6. Cambridge, UK: Cambridge University Press. pp. 97-119. ISBN 0-521-23348-8.
- Seager, Robin (1994b). «The King's Peace and the Second Athenian Confederacy».  En Edwards, I.E.S.; Lewis, D.M.; Boardman, John; Gadd, Cyril John; Hammond, Nicholas; Geoffrey Lemprière, eds. The Cambridge Ancient History: The Fourth Century BC 6. Cambridge, UK: Cambridge University Press. pp. 156-186. ISBN 0-521-23348-8.
- Sealey, Raphael (1976). A History of the Greek City-States, ca. 700–338 B.C.. Berkeley and Los Angeles: University of California Press. ISBN 978-0-631-22667-3.
- Starr, Chester G. (1991). A History of the Ancient World. New York: Oxford University Press. ISBN 0-19-506628-6.
- Talbert, Richard J.A (2002).  Routledge, ed. Atlas of Classical History. ISBN 1134966539.
- Toynbee, Arnold Joseph (1981). The Greeks and Their Heritages. Oxford, UK: Oxford University Press.
- Wilcken, Ulrich (1967). Alexander the Great. New York: W.W. Norton & Company, Inc. ISBN 978-0-393-00381-9.
- Worthington, Ian (2014). By the Spear: Philip II, Alexander the Great, and the Rise and Fall of the Macedonian Empire. Oxford: Oxford University Press. ISBN 978-0-19-992986-3.
- Worthington, Ian (2008). Philip II of Macedonia. New Haven, CT: Yale University Press. ISBN 0-300-12079-6.
- Worthington, Ian (2003). Alexander the Great: A Reader. New York and London: Routledge. ISBN 978-1-134-43592-0.
- Zacharia, Katerina (2008). Hellenisms: Culture, Identity, and Ethnicity from Antiquity to Modernity. Hampshire: Ashgate Publishing Limited. ISBN 978-0-7546-6525-0.

- Datos: Q3588173